# Nauru
Nauru [nɑːˈuːruː] ⓘ (nauruisch Ripublik Naoero, auch Ripubrikin Naoero, englisch Republic of Nauru) ist ein Inselstaat im Pazifischen Ozean mit 11.680 Einwohnern (Stand 2021). Nauru ist nach Fläche der drittkleinste und nach Einwohnerzahl der dritt- oder viertkleinste anerkannte Staat sowie die kleinste Republik der Erde. Das politische System der Republik basiert auf dem britischen Westminster-System. Die um 1900 entdeckten und ab 1906 ausgebeuteten Phosphat-Vorkommen waren fortan für die Wirtschaft des Landes entscheidend.

## Landesname
Die Herkunft des Wortes „Nauru“ ist nicht geklärt. Die Nauruer nannten ihre Insel früher wie heute „Naoero“. Der Deutsche Paul Hambruch, der die Insel im Mai 1909 und von September bis November 1910 besuchte, gab die etymologische Erklärung, dass „Naoero“ als Kontraktion des Satzes „ã-nuau-a-a-ororo“ interpretiert werden müsse (würde heute „A nuaw ea arourõ“ geschrieben werden), was so viel wie „Ich gehe an den Strand“ bedeute. Im Deutschen Koloniallexikon (1920) wurde dann auch Hambruchs Erklärung mit dem Wort „Anáoero“ bzw. „Ānā́ọĕṙọ“ übernommen. Der elsässische katholische Missionar Alois Kayser, MSC, der mehr als 30 Jahre auf Nauru missionierte und die nauruische Sprache intensiv studierte, lehnte Hambruchs Erklärung ab, da im Nauruischen das Wort „Strand“, als Ziel eines Verbs der Bewegung, das richtungsweisende Wort „rodu“, was „abwärts“ heißt, benötige und gibt für „An den Strand gehen“ den Begriff „rodu aröüro“ an. Die Nauruer halten den Strand für den geographisch tiefsten Punkt der Insel – sowohl in Bezug auf das Land wie auf das Meer. Die Tatsache, dass „rodu“ in Hambruchs Worterklärung fehlt, macht seine Etymologie des Wortes „Naoero“ und damit auch von „Nauru“ unhaltbar.
Die Insel hatte auch weitere Namen: Die englischen Kolonialisten vor 1888 nannten die Insel Pleasant Island oder Shank Island, die deutschen Kolonialherrscher Nawodo oder Onawero. Das Wort „Nauru“ wurde später aus „Naoero“ geschaffen, damit Europäer und Amerikaner den Namen der Insel richtig aussprechen können.

## Geographie

### Territorium

Nauru: Ausschließliche Wirtschaftszone

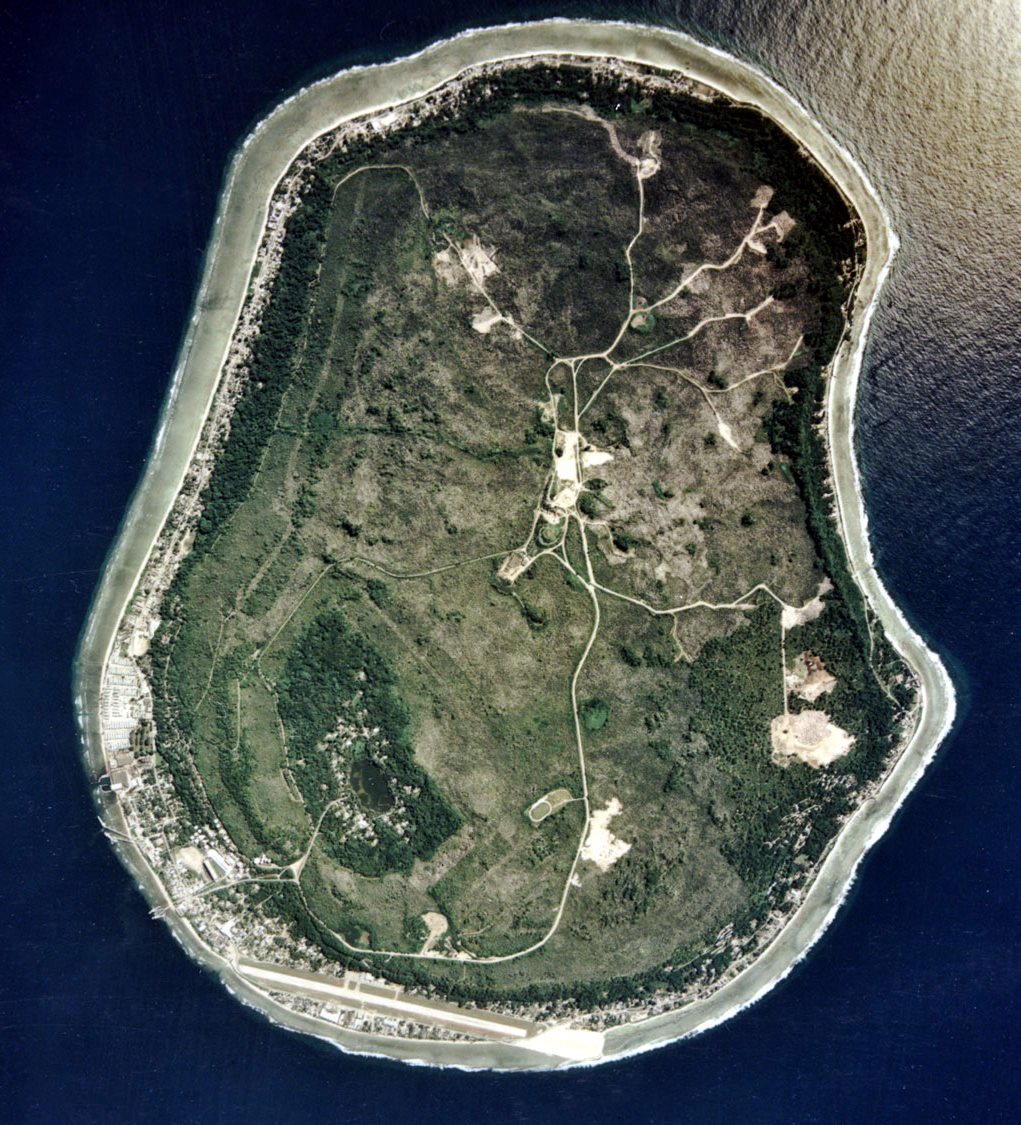
Satellitenaufnahme von Nauru

Nauru besteht aus der gleichnamigen Koralleninsel, die zur Inselwelt Mikronesiens gehört (nicht zu verwechseln mit den Föderierten Staaten von Mikronesien), sowie den zum Staat gehörenden Hoheitsgewässern im Umkreis von zwölf Seemeilen. Die Nachbarstaaten sind die Föderierten Staaten von Mikronesien im Nordwesten, die Marshallinseln im Norden, Kiribati im Osten und die Salomonen im Süden.
Die Insel liegt im westlichen Pazifischen Ozean bei 0° 32′ südlicher Breite und 166° 56′ östlicher Länge. Die nächstgelegene Insel ist Banaba 290 km weiter östlich, die zu Kiribati gehört und die eine ähnliche Bedeutung wegen reicher Phosphatlagerstätten hatte (die dritte bedeutende Phosphatinsel im Pazifik ist Makatea im Tuamotu-Archipel). Nauru hat eine ausschließliche Wirtschaftszone mit einer Größe von 308.480 km² (einschließlich der Hoheitsgewässer von rund 570 km²), die an die entsprechenden Zonen von Kiribati im Osten (290 km bis zur Insel Banaba) und von den Marshallinseln im Norden (600 km bis zum Ebon-Atoll) grenzt. Weiter entfernte Nachbarn sind Mikronesien (Kosrae) im Nordwesten, die Salomon-Inseln im Südwesten, Papua-Neuguinea (Bismarck-Archipel) im Westen und Tuvalu im Südosten.

### Geologie und Geomorphologie
Nauru ist ein gehobenes Atoll auf der Spitze eines erloschenen untermeerischen Vulkans. Der riesige Korallenstock reicht etwa 2000 Meter tief in das Meer und erhebt sich maximal etwa 60 m über den Meeresspiegel. Dieser höchste Punkt befindet sich im Osten Aiwos entlang einer Plateaukante, die Command Ridge genannt wird. Im Vergleich mit anderen Atollen hat Nauru eine sehr kleine Lagune. Einen Kilometer von der Küste entfernt beträgt die Meerestiefe bereits mehr als 1000 Meter, und der Inselsockel fällt steil bis in eine Tiefe von etwa 4300 Meter ab. Bis auf einen schmalen Küstenstreifen wurde der innere Teil der Insel von Phosphat (Nauruit) bedeckt, das sich aus den Exkrementen von Seevögeln bildete.
Der bemerkenswerteste Teil im Innern der Insel sind fantastisch anmutende Kalksteinzacken und -pyramiden, die sich in den ausgebeuteten Phosphorittagebauen gebildet haben. Sie sind vier bis zehn Meter hoch, und zwischen ihnen ist ein ganzes Labyrinth von Kesseln und tiefen Mulden entstanden.
Der übrige Teil der Insel ist eine fast ebene Tafel. Das von Baggern abgebaute Phosphat wurde mit einer Schmalspurbahn abtransportiert. Eine eigentümliche, unbelebte Mondlandschaft blieb übrig. Die Steinzacken und -pyramiden haben keine Bodendecke und sind vegetationslos. Das Regenwasser läuft in den Mulden zusammen und versickert schnell durch den porösen Riffkalkstein, was die Landwirtschaft erheblich erschwert.

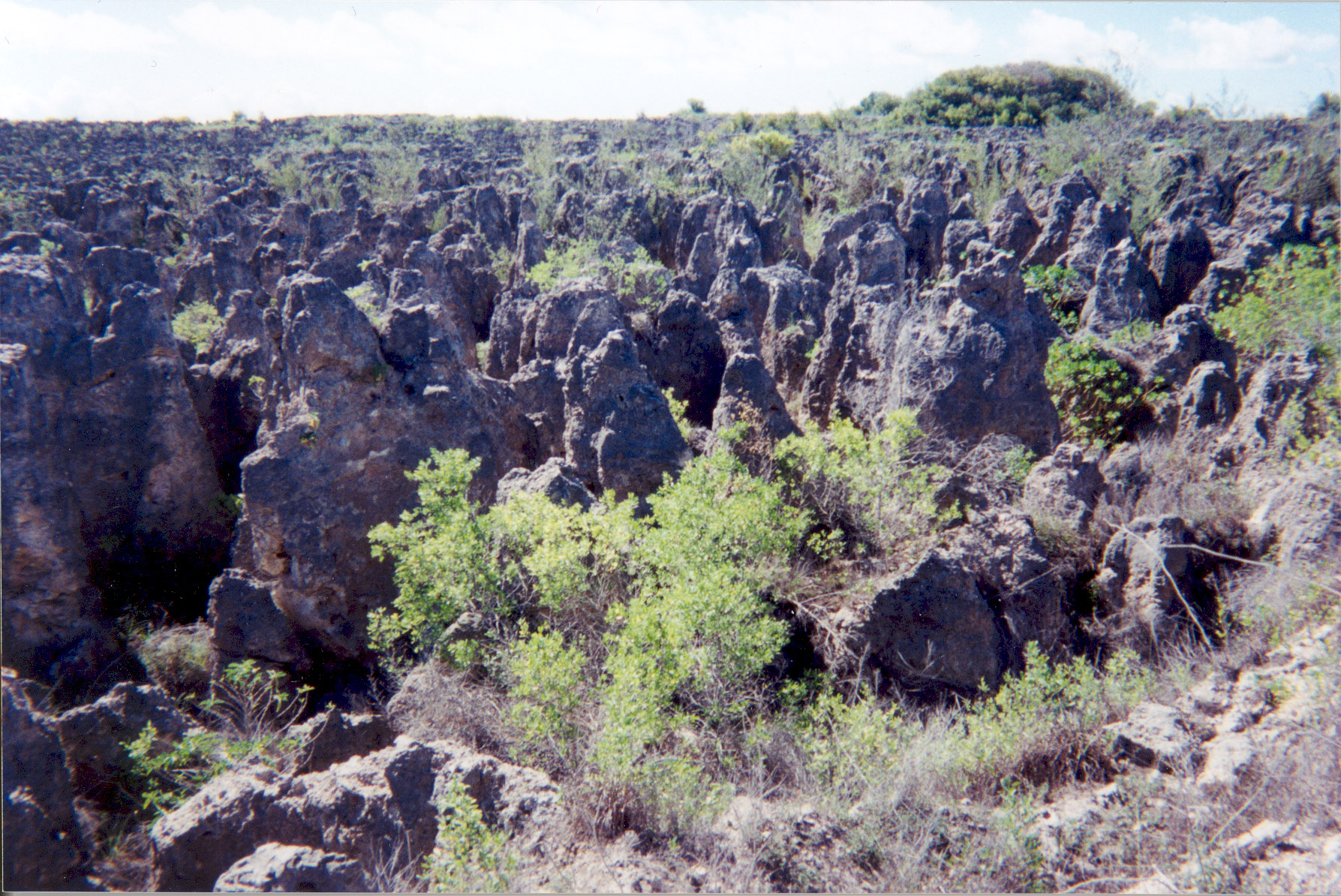
Karstlandschaft im Inneren Naurus, ein Relikt des Phosphatabbaus

Geographen, Geomorphologen und Geologen untersuchten Relief, Boden und geologischen Bau der Insel und leiteten daraus eine sehr abwechslungsreiche Entwicklungsgeschichte ab: Das Nauru-Atoll existiert bereits seit sehr langer Zeit. Das ringförmige Saumriff aus Korallen des Tertiärs ist bis heute erhalten geblieben. Im Paläogen, dem Alttertiär, lag der Boden der Buada-Lagune 60 Meter unter dem heutigen Meeresspiegel. Im Miozän, einem Abschnitt des Jungtertiärs, wurde das Atoll stark angehoben, so dass der Boden der Lagune zehn Meter höher lag als der heutige Meeresspiegel. Wahrscheinlich unterlag die Oberfläche der Insel in dieser Zeit einer starken Erosion, wodurch ein Karstrelief geformt wurde. Dies sind die heutigen Steinzacken und -pyramiden, die den Tagebauen ein so seltsames Aussehen geben. Im Anschluss daran wurde die Insel überflutet, und es bildete sich eine Seichtwasserlagune. In den Mulden und anderen Hohlräumen zwischen den Zacken des Riffkalksteins setzten sich mit Phosphor angereicherte Sedimente ab. Die Überflutung der Insel hielt längere Zeit an. Dabei erfuhren die Lagunensedimente beträchtliche Veränderungen, die möglicherweise dazu beitrugen, dass sich die in den Sedimenten enthaltenen Karbonate auflösten und die Sedimente mit Phosphorverbindungen angereichert wurden.
Danach trat eine längere Periode der Hebung der Insel ein, der Boden der früheren Lagune stieg aus dem Wasser empor, und Pflanzen begannen die Insel zu besiedeln. Gegenwärtig liegt der gesamte innere Teil der Insel zwanzig bis dreißig Meter über dem Meeresspiegel. Es ist nur eine kleine Vertiefung erhalten geblieben, die von einem See – der Buada-Lagune – eingenommen wird.
Dieses Bild der geologischen Geschichte Naurus enthält zwei strittige Punkte:
Etwas zweifelhaft ist die Erklärung, die für die Entstehung des eigenartigen Reliefs gegeben wird. Außer der Vermutung, dass es eine starke Verkarstung gegeben hat, dass also die Riffkalke gelöst worden sind, lässt sich noch eine andere Auffassung vertreten: Am Strand und im steinigen Flachwasser gibt es besonders an der Ostseite der Insel recht viele als „Zeugen“ erhalten gebliebene kleine Steinsäulen. Sie sind merkwürdig geformt und haben sich infolge der Zerstörung des Riffmassivs durch die Meereswogen gebildet. Man kann sich vorstellen, dass der gesamte Seichtwasserteil der Inseloberfläche in Hebungsperioden einer intensiven Bearbeitung durch die Wellen unterworfen war. Dieser Raum war nicht geschützt, jedenfalls hat es in dem ringförmigen Riff sehr breite Durchlässe gegeben. Die weitere Hebung der Insel hat dann lediglich zur Folge gehabt, dass die vorausgegangene Ausspülung fortgesetzt wurde, wobei das Regenwasser die als Reste stehen gebliebenen Steinsäulen und Steinzacken geglättet hat.
Der zweite strittige Punkt ist die Entstehung der Phosphorite. In den Tagebauen und an Stellen, wo der so genannte Nauruit zutage tritt, kann man erkennen, dass die Schicht der Phosphoritsedimente kompliziert gebaut ist. Am typischsten ist das Bild zerstückelter Trümmer von unterschiedlicher Größe: teilweise Krusten und Schollen von einem Meter Durchmesser, zumeist kleinere kantige Trümmerstücke, seltener abgeschliffene Phosphoritnieren, die mit Feinerde vermischt sind. Dieses ganze Material ist nicht sortiert und sehr verschiedenartig. Demnach ist die ursprüngliche Anhäufung von Phosphorit, der sich gewöhnlich in Flachwasser nach dem Tod großer Planktonmassen bildet, bei starker Erosion und mehrfacher Umlagerung, wiederholt umgeformt worden.
In der komplizierten und langen Geschichte der Insel hat es zweifellos auch Perioden gegeben, in denen starke Taifune über sie hinweg zogen. Dann erfolgte eine sehr intensive Auswaschung und Umlagerung des Trümmermaterials. Derartige katastrophale Veränderungen sind auch von heutigen Atollen beschrieben worden. In jedem Fall wird dann darauf hingewiesen, dass auf der Insel und im Flachwasser an der Küste riesige Massen von Trümmermaterial umgelagert und umgeformt worden sind. Dabei wurde die Feinerde auf die offene See hinausgetragen, während die größeren Stücke, vorwiegend Phosphoritknollen und Bruchstücke der durch Tropfen entstandenen Krusten, auf der Insel blieben. Geröll und Bruchstücke wurden in den Hohlformen des Reliefs festgehalten, und in einem verkarsteten Relief füllten sie vor allem die Mulden und Taschen zwischen den Zacken und Pyramiden aus Riffkalk.
Zur Entstehung des Phosphatgesteins existiert noch eine andere Version, die als wahrscheinlicher angesehen wird: In dem leicht löslichen, der Verwitterung ausgesetzten Kalkgestein bildeten sich an der Oberfläche tiefe Trichter und spitze Kegel, ideale Nistplätze für Seevögel. Im Laufe von Hunderttausenden von Jahren häuften sich die Exkremente von Millionen und Abermillionen von Seevögeln in den Trichtern und bedeckten schließlich fast die gesamte Insel meterhoch. Der Guano, wie die Ablagerungen von Vogelexkrementen genannt werden, wandelte sich mit der Zeit unter dem Einfluss der Witterung zu Calciumphosphat von höchster Reinheit um. Das Gestein enthielt teilweise über 90 % reines Phosphat.

### Klima

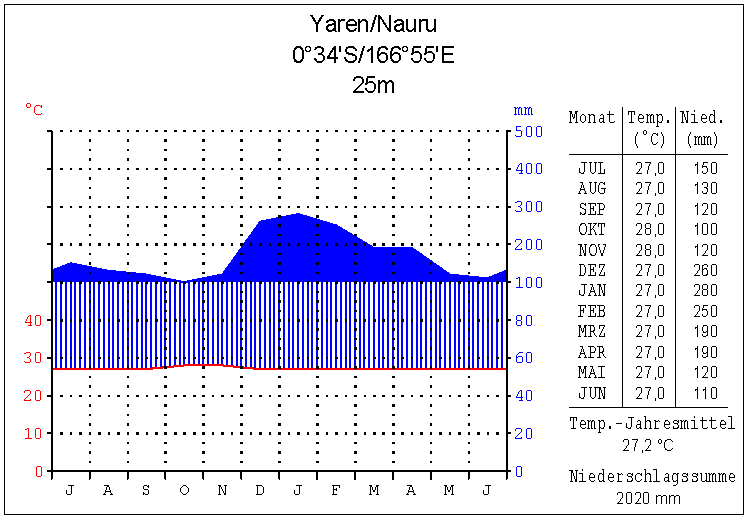
Klimadiagramm Yaren
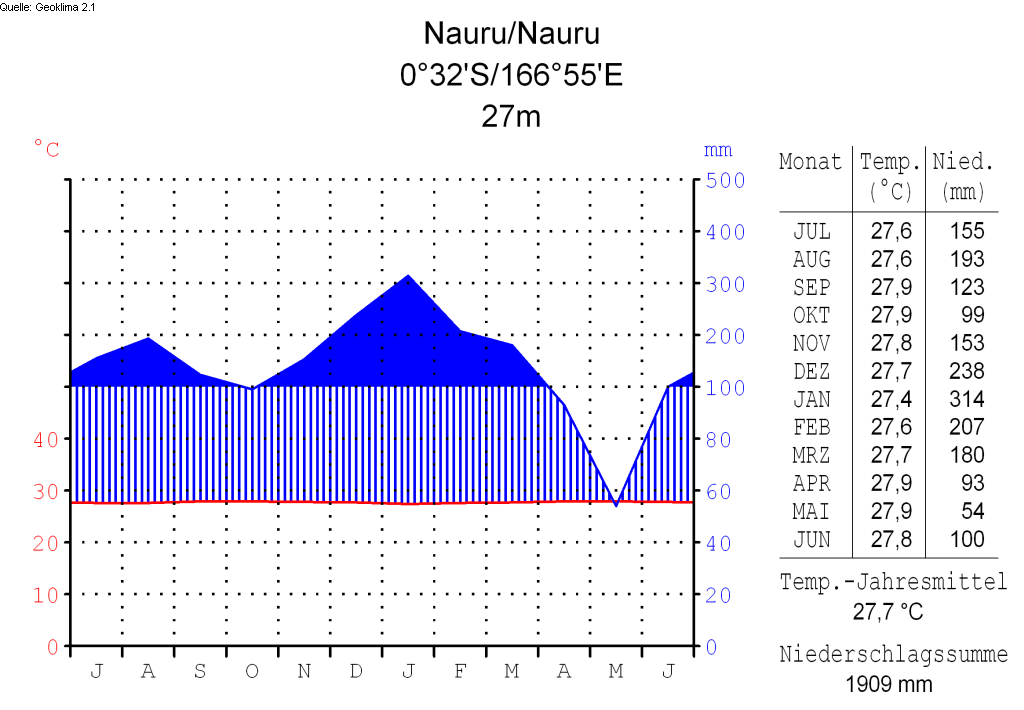
Klimadiagramm von Nauru
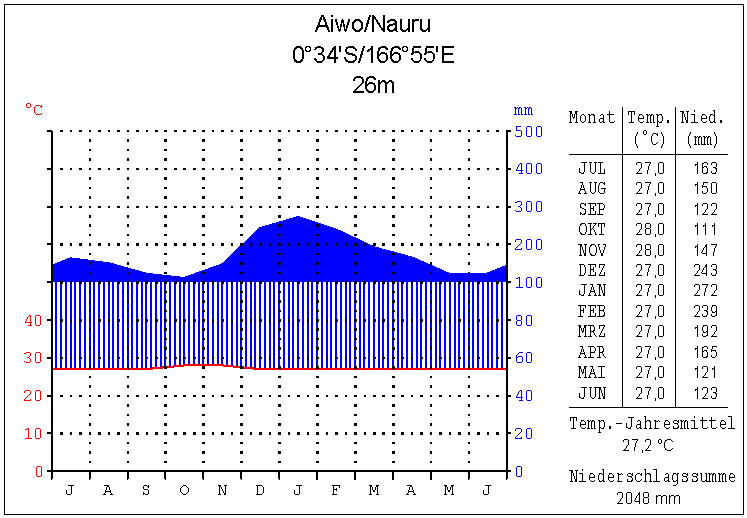
Klimadiagramm Aiwo

Aufgrund der Lage Naurus in unmittelbarer Nähe des Äquators sind die Temperaturen ganzjährig ausgeglichen mit etwa 27,5 °C monatlicher Durchschnittstemperatur. Die Passatwinde bringen der Insel ganzjährige Niederschläge, die sich auf durchschnittlich 1900 mm im Jahr belaufen.

### Flora und Fauna
Auf Nauru gibt es keine großen Tiere: Neben Insekten sind dort lediglich verschiedene Arten von Seevögeln wie zum Beispiel der Bindenfregattvogel beheimatet. Es kommt nur eine einzige Singvogelart vor, der Naururohrsänger (Acrocephalus rehsei), der hier endemisch ist.
Häufig anzutreffende streunende Haustiere wie Katzen, Hunde und Schweine wurden von der Bevölkerung aus dem Ausland eingeführt.
Um die Insel verläuft ein breiter Flachwassersaum, der bei Ebbe abtrocknet und begehbar ist; hier lebt eine Vielfalt von Meerestieren wie Seeigel, Weichtiere und Krabben, außerdem wachsen im davorliegenden flachen Wasser Korallen. Mit diesem Saum verbunden ist ein schmaler, wenige hundert Meter breiter Landstreifen mit schneeweißem Korallensand, auf dem Kokospalmen, Schraubenbäume und andere Hölzer gedeihen. Entlang der gesamten Küste, an der sich fast alle Gebäude der Insel befinden, verläuft die Hauptverkehrsstraße.
Weiter landeinwärts erhebt sich eine zweite Hochterrasse, auf der die natürliche Landschaft noch weitgehend erhalten ist. Hier erstrecken sich lichte Wälder mit Kokospalmen, Feigenbäumen, Rosenholz (lokal Tomano genannt), Hibiskus. Andere Baumarten wie Kirschen, Mandelbäume oder Mangobäume sind den intensiven Abholzungen und der Umweltzerstörung zum Opfer gefallen. Bemerkenswert ist im Inselinnern der Unterschied zwischen den inzwischen abgeminten Phosphatflächen und der noch einigermaßen erhaltenen natürlichen Landschaft. Während in tieferen Lagen sich eine etwas dichtere und niedrigere Vegetation zeigt, finden sich um die höchsten Punkte der Insel vermehrt Hartholzbäume. Diese Unterschiedlichkeit lässt sich durch das Fehlen eines Abflusses des Regenwassers in den Ozean erklären. Es versickert rasch in den porösen Kalk- und Phosphatboden, dessen Grund (und damit auch der Grundwasserspiegel) tief liegt.
Von den 493 Pflanzenarten (einschließlich Hybriden) auf Nauru sind vermutlich nur 59 einheimisch, und keine endemisch.

#### Korallen

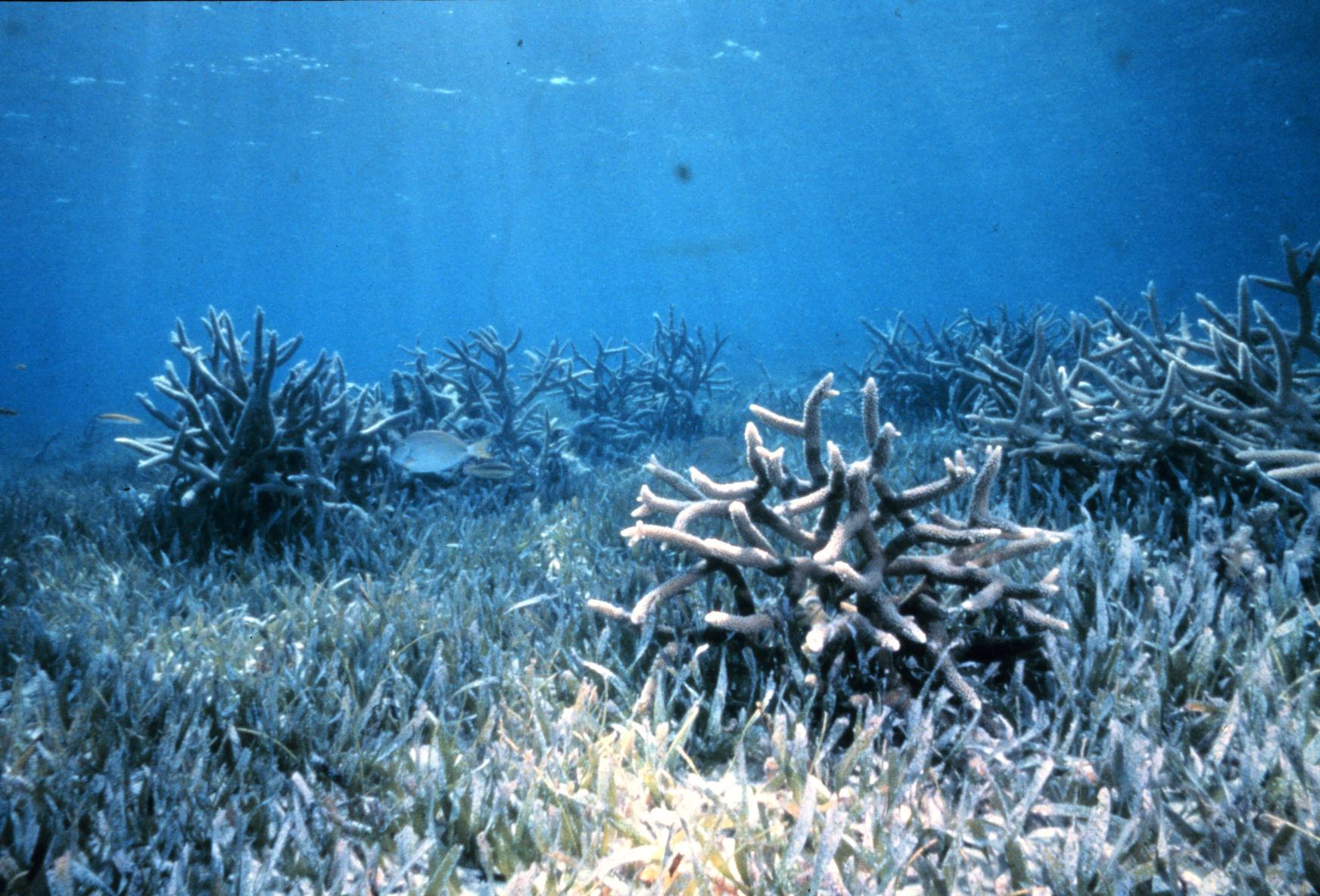
Korallen

An der Küste und unmittelbar davor leben eine große Anzahl Mollusken und Krebstiere sowie blaue Korallen mit ihrem schimmernden blauen Kalkskelett. Diese gelten als lebende Fossilien und sind die einzigen Vertreter der Familie Helioporidae aus der Ordnung der Octocorallia. Sie sind selten und kommen nur in Meeresgebieten um den Äquator vor, in denen eine Wassertemperatur von 24 °C nicht unterschritten wird.

## Bevölkerung
| Jahr | Einwohnerzahl |
| ---- | ------------- |
| 1921 | 02.066        |
| 1933 | 02.641        |
| 1947 | 02.855        |
| 1954 | 03.473        |
| 1961 | 04.613        |
| 1966 | 06.057        |
| 1977 | 06.966        |
| 1983 | 07.674        |
| 1992 | 09.919        |
| 2002 | 10.065        |
| 2006 | 09.233        |
| 2011 | 10.084        |
| 2019 | 11.550        |
| 2021 | 11.680        |

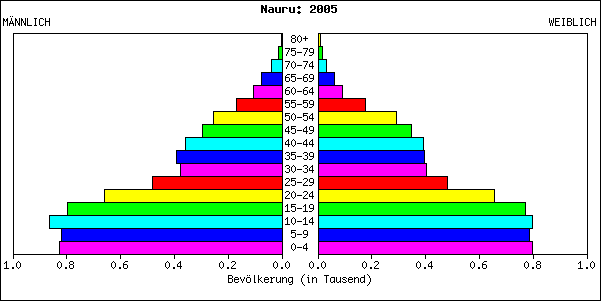
Bevölkerungspyramide von Nauru (2005)

Von den 11.680 Bewohnern (2021) Naurus sind 94,6 % Nauruer. Der in früheren Jahren extrem hohe Anteil von Ausländern an der Bevölkerung (1992 etwa 70 %) ist durch die Krise des Phosphatbergbaus und die damit verbundene massenhafte Abwanderung der auswärtigen Bergleute auf etwa 6 % geschrumpft.
Unter den Bewohnern mit anderer Nationalität bilden die Kiribatier mit 3,2 % (davon mehr als die Hälfte auch mit Nauruischer Staatsbürgerschaft) und die Fidschianer mit 1,2 % die größten Bevölkerungsgruppen.
Die durchschnittliche Lebenserwartung bei Geburt ist mit 63,9 Jahren (60,9 Jahre für Männer und 67,1 Jahre für Frauen) relativ niedrig, wenn auch gegenüber 2011 deutlich angestiegen. Ein Grund für die niedrige Lebenserwartung ist die hohe Verbreitung von Diabetes (siehe Gesundheit).
Von der Bevölkerung sind 38,5 % unter 15 Jahren alt, 59,3 % zwischen 15 und 64 Jahren und 2,2 % älter als 64 Jahre. Das Medianalter liegt bei 21,6 Jahren. Das jährliche Bevölkerungswachstum beträgt 1,6 % nach einer Phase leichten Bevölkerungsrückgangs in den Jahren 2002–2011. Die Säuglingssterblichkeit ist zwar rückläufig, aber mit 3,31 % immer noch hoch; die Kindersterblichkeit liegt bei 0,38 %. Die Fruchtbarkeitsquote beträgt 3,51 Geburten pro Frau. Die Geburtenrate liegt bei 2,81 %, die Sterberate bei 0,69 % pro Jahr. Die Urbanisierung liegt bei 48 %, die Alphabetisierungsquote bei knapp 90 %. Auf einen Arzt kommen etwa 700 Einwohner.

### Religion
Die ursprüngliche einheimische Religion auf Nauru ist ein monotheistisches Glaubenssystem, das eine weibliche Gottheit namens Eijebong und eine Insel der Geister namens Buitani kennt. Gläubige sagen, dass der Himmel und der Ozean von einer Spinne namens Areop-Enap erschaffen wurden und dass die ersten Bewohner der Insel Nauru aus zwei Felsen zur Welt gebracht wurden. Diese Vorstellungen wurden mit der Ankunft westlicher Kolonisatoren und Missionare zurückgedrängt und sind in den Jahrzehnten nach dem Zweiten Weltkrieg weitgehend verschwunden.
In Nauru leben heute (Stand 2021) überwiegend Christen. Die Nauruer sind mehrheitlich Protestanten verschiedener Konfessionen. Die größte protestantische Glaubensgemeinschaft auf Nauru, der 34,3 % der Bevölkerung angehören, ist die Nauruan Congregational Church, eine Partnerkirche der Uniting Church in Australia, mit Hauptkirche in Aiwo und Kapellen in Meneng, Buada, Anabar und Nibok. Den Assemblies of God gehören 11,7 % der Nauruer an, weitere 3,5 % bekennen sich zur Nauru Independent Church, einer evangelikalen Gemeinschaft. Weitere den Protestanten zugerechnete Nauruer sind Baptisten (1,5 %) und Anhänger der Siebenten-Tags-Adventisten (1,4 %).
Etwa 33,9 % der Einwohner Naurus sind Katholiken. Diese besitzen in Yaren eine Kirche und eine Schule sowie in Ewa das Kayser College. Die einstmals beachtlichen religiösen Minderheiten der Buddhisten, Daoisten und Anhänger der Bahai-Religion sind infolge der krisenbedingten Abwanderung der ausländischen Phosphat-Bergarbeiter zur Bedeutungslosigkeit geschrumpft.

### Gesundheit
Naurus Gesellschaft hat mit den schwersten gesundheitlichen Problemen der Welt zu kämpfen. Das Nauru General Hospital deckt die medizinische Grundversorgung der Bevölkerung kostenfrei für diese ab; das Nauru Phosphate Corporation Hospital sorgt für die früheren Mitarbeiter des Phosphatunternehmens; beide arbeiten weit unterhalb internationaler Standards, weshalb Schwerkranke nach Australien ausgeflogen werden müssen. Hohe Anteile der Bevölkerung leiden an Tuberkulose, Lepra, Vitaminmangel und Diabetes mellitus. Pro Kopf hat Nauru mit die höchsten Anteile an Diabetes, Nierenversagen und Herzkrankheiten der Welt. Die australische Regierung unterstützt die nauruische Bevölkerung durch Entwicklungshilfe insbesondere im medizinischen Bereich, unter anderem durch Entsendung von Ärzten. Rauschtrinken und Tabakrauchen sind weit verbreitet, Ernährungsgrundlagen sind weißer Reis, Nudeln und Softdrinks, häufig in Form von Fertiggerichten und Konserven, während Gemüse kaum vorkommt. Laut dem 2015 veröffentlichten Global Nutrition Report lag der Anteil Fettleibiger in Nauru zwischen 2010 und 2014 bei 39,7 %, das Vierfache des weltweiten Durchschnitts.
Bemerkenswert ist die Rate der Diabetespatienten. Der erste Diabetesfall ist auf 1925 datiert, das Problem wurde in den 1970er Jahren erstmals identifiziert. 2003 hatten 30,3 % der Erwachsenen Diabetes Typ II, in den 2010er Jahren 33 % der erwachsenen Männer, was den weltweit höchsten Anteil bedeutet. Es gibt Programme zur Ernährungsberatung und Sportförderung in Schulen, die durch die schwierige wirtschaftliche und gesellschaftliche Situation weitgehend ohne Erfolg sind.
Mit Adipositas hat der gesamte Pazifikraum zu kämpfen. Eine Hauptursache sehen Fachleute in der Verwestlichung der Ernährung und einer zunehmenden Abkehr von traditionellen Lebens- und Ernährungsweisen.

## Geschichte

### Urgeschichte
Die erste Besiedlung der Insel erfolgte vermutlich während der letzten malayo-pazifischen Völkerwanderung (etwa um 1200 v. Chr.). In Nauru lebten ursprünglich zwölf Stämme, deren Stammeszugehörigkeit maternal vererbt wird: die Deiboe, Eamwidamit, Eamwidara, Eamwit, Eamgum, Eano, Emeo, Eoraru, Irutsi, Iruwa, Iwi und Ranibok. Diese sind im zwölfzackigen Stern der heutigen Staatsflagge repräsentiert. Ihre Nachkommen leben noch immer auf Nauru, ordnen sich aber nicht mehr einem Stamm zu, sondern dem Distrikt, in dem sie wohnen. Eine Besonderheit ist der Stamm Iruwa, der ursprünglich nicht nauruisch ist, sondern von den Gilbertinseln stammt. Von den Stämmen der Irutsi und Iwi gibt es heute keine Nachkommen mehr. Sie sind vermutlich ausgestorben, als 1942 etwa 1200 Nauruer von den japanischen Besatzern als Zwangsarbeiter auf die mikronesische Insel Truk verschleppt wurden und von diesen nur 737 nach Nauru zurückkehrten. Dass dabei ausgerechnet diese beiden Stämme ausstarben, war vermutlich Zufall.

### Kolonialzeit
Die europäische Einwanderung begann ca. 1830. Nach einem 1886 zwischen Deutschland und Großbritannien geschlossenen Abkommen über die Einflusssphären im Westpazifik wurde die Insel 1888 von Deutschland als Protektorat annektiert, vor allem aus strategischen Gründen, um seinen Kolonialbesitz im Pazifik zu festigen. Nachdem 1900 die bedeutenden Phosphatvorkommen entdeckt worden waren, beteiligte sich Deutschland am Abbau.
Während des Ersten Weltkriegs übernahm Australien die Kontrolle über die Insel. Nach dem Krieg ging das Land an Australien, Großbritannien und Neuseeland. Das Phosphat wurde seitdem von Australien abgebaut und verkauft, den einheimischen Nauruern blieb nur ein geringer Anteil am Ertrag. Australien behielt die Kontrolle, abgesehen von der japanischen Besatzungszeit von 1942 bis 1945, bis zur Unabhängigkeit des Landes 1968 bei.

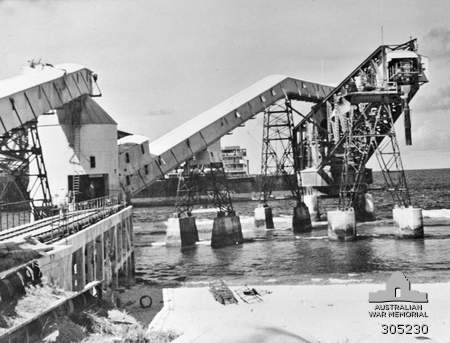
Die am 27. Dezember 1940 durch Beschuss des deutschen Hilfskreuzers Komet beschädigte Phosphat-Verladeanlage auf Nauru

Deutsche Angriffe auf Nauru fanden vom 6. bis 8. Dezember und am 27. Dezember 1940 im Zweiten Weltkrieg durch die deutschen Hilfskreuzer Orion und Komet statt. Am 27. Dezember zerstörte die Komet die Phosphat-Verladestation auf Nauru durch Beschuss. Dieser letzte deutsche Angriff auf Nauru hatte Folgen für die australische und neuseeländische Wirtschaft, da die Phosphatverladung erst zehn Wochen später wieder aufgenommen werden konnte. Dieser Angriff gilt als der größte Erfolg der im Pazifischen Ozean operierenden deutschen Hilfskreuzer während des Zweiten Weltkriegs. Von August 1942 bis September 1945 war Nauru von japanischen Truppen besetzt (→ Operation RY).

### Unabhängigkeit

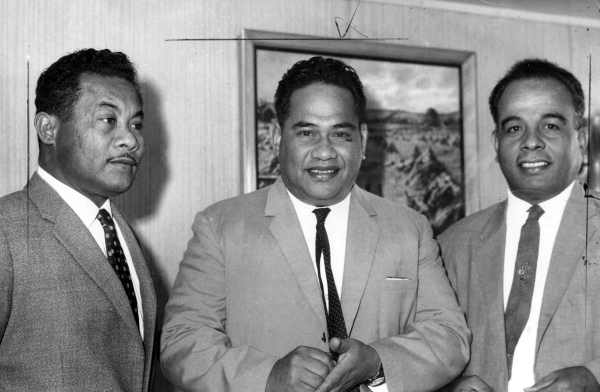
Hammer DeRoburt (Mitte) mit Raymond Gadabu (links)

1968 wurde Nauru unter Führung des Gründungspräsidenten Hammer DeRoburt von Australien unabhängig und eine völkerrechtlich souveräne Republik. Das aktive und passive Frauenwahlrecht wurde am 3. Januar 1968 eingeführt.
1970 wurde die australische Phosphatabbaugesellschaft verstaatlicht. Nauru baute die Phosphate nun selbst ab und wurde dadurch zum (pro Kopf gerechnet) zweitreichsten Staat der Welt. Die immensen Gewinne wurden einerseits der nauruischen Bevölkerung zur freien Verfügung gestellt, andererseits in verschiedene Geschäfte investiert, zum Beispiel in eine eigene Fluggesellschaft und eine Reederei, aber auch in das erfolglose Musical Leonardo in London.
Seit den 1990er Jahren nahm der Phosphatabbau ab, und Armut begann sich auszubreiten. Korruption im Zusammenhang mit Finanzgeschäften und Fehlinvestitionen ließen Nauru auf den Stand eines Entwicklungslandes zurückfallen. Politisch erreichte die Krise in den Jahren 2003 und 2004 ihren Höhepunkt, als sich die Präsidenten Bernard Dowiyogo, René Harris und Ludwig Scotty alle paar Monate durch Misstrauensvoten abwechselten. Am 1. Oktober 2004 löste der damals amtierende Präsident Scotty das nauruische Parlament auf und setzte Neuwahlen für den 23. Oktober 2004 an. Diese Wahlen konnten Scotty und seine Gefolgsleute deutlich für sich entscheiden und erreichten mit 16 der insgesamt 18 Sitze eine historische Mehrheit im Parlament. Im Januar 2005 wurde Nauru als potenzieller Standort für die Endlagerung von australischem Atommüll genannt. Im Oktober 2005 wurde der Inselstaat von der Schwarzen Liste unkooperativer Staaten in Bezug auf Geldwäsche der FATF gestrichen.
Im Juli 2007 zog Scotty die für Oktober angesetzten Wahlen um zwei Monate vor. Am 25. August 2007 wählte das nauruische Volk ein neues Parlament; es ergab sich für Scotty ein haushoher Wahlsieg. Drei Tage später wurde Scotty vom neuen Parlament im Amt bestätigt. Am 10. November 2007 traten drei Minister der Scotty-Regierung nach einem Zerwürfnis mit Außenminister David Adeang zurück. Er und Präsident Scotty wurden kritisiert, das Reformprogramm zu untergraben und nicht genügend voranzutreiben. Am 19. Dezember 2007 wurde Scotty schließlich per Misstrauensvotum mit 10 zu 7 Stimmen vom Parlament abgesetzt und durch Marcus Stephen ersetzt, der sogleich ein neues Kabinett bildete. Nach fortwährenden Machtkämpfen zwischen der Regierung von Stephen und der Opposition um Adeang löste Präsident Stephen im April 2008 das Parlament auf und setzte Neuwahlen für den 26. April 2008 an. Die Regierung um Stephen konnte bei den Wahlen um drei Sitze zulegen und verfügte so über eine solide Mehrheit im Parlament, wodurch die Krise vorerst beendet war. Nach dem Rücktritt Stephens folgten Frederick Pitcher (für nur fünf Tage), Sprent Dabwido und Baron Waqa.
Am 27. Mai 2016 schaffte Nauru mit dem Crimes Act 2016 gleichzeitig die Todesstrafe, die Einzelhaft, die Verurteilung zur Zwangsarbeit und die strafrechtliche Verfolgung Homosexueller ab. Zugleich wurde die Vergewaltigung in der Ehe für strafbar, der Suizidversuch für straffrei erklärt.
Im Jahr 2019 wurde Lionel Aingimea als Präsident gewählt, der sich auf die Verbesserung der Bildung und Gesundheitsversorgung konzentrierte und internationale Beziehungen, insbesondere mit Australien, stärkte. Nauru blieb ein zentraler Standort für das umstrittene australische Flüchtlingslager, was zu internationaler Kritik führte. 2022 wurde Russ Kun zum Präsidenten Naurus gewählt. Während seiner Amtszeit fokussierte er sich auf Außenpolitik und Justiz. Nach einem Misstrauensvotum am 25. Oktober wurde er durch David Adeang ersetzt. Er wurde am 31. Oktober 2023 zum Präsidenten Naurus gewählt und vereidigt.

## Politik
Nauru ist eine parlamentarisch-demokratische Republik mit einer parlamentsgebundenen Exekutivgewalt als Regierungssystem.

### Politisches System

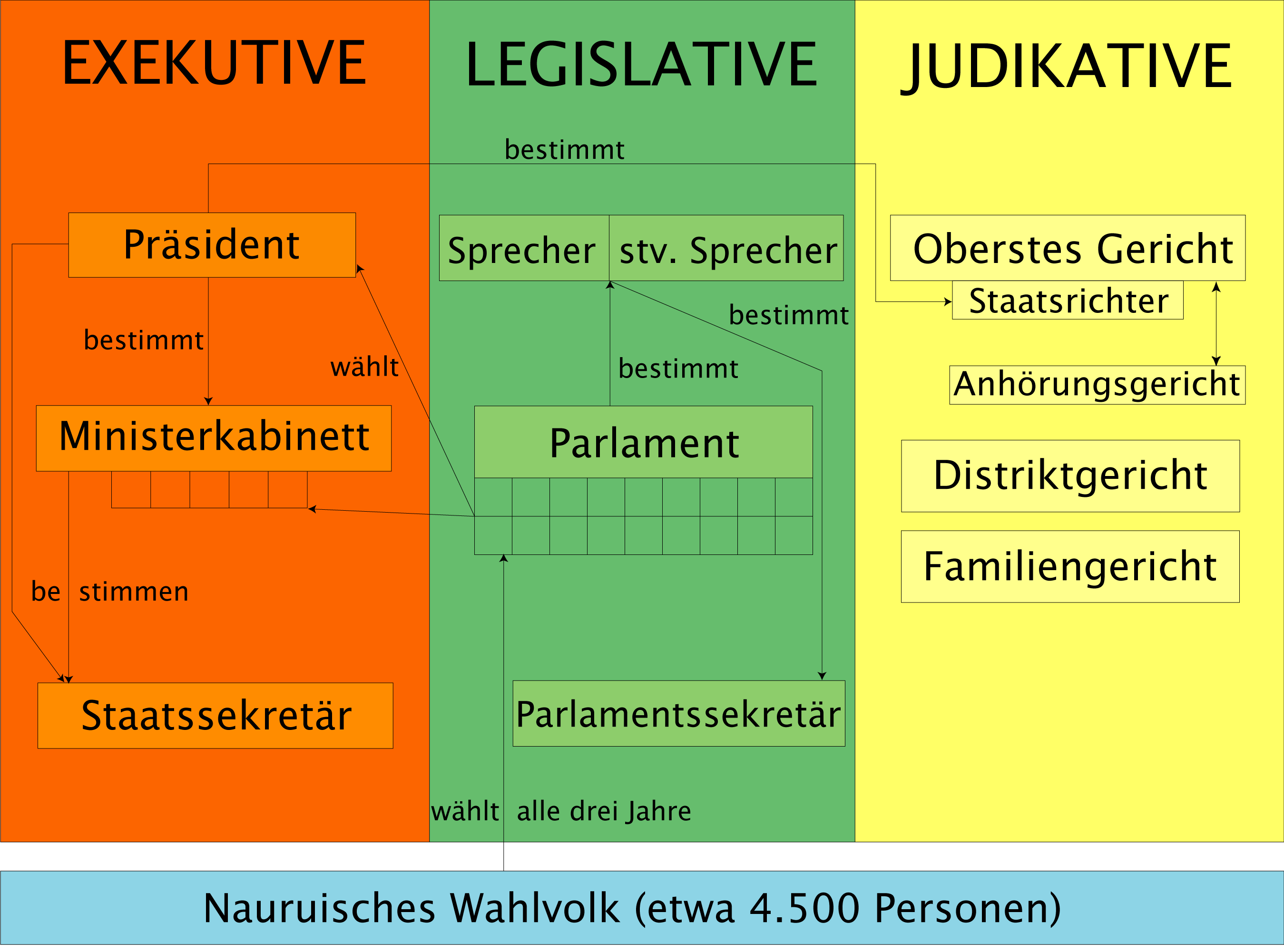
Nauruische Gewaltenteilung

Das politische System besteht aus:

#### Legislative
- dem Parlament (Parliament, the House; oberstes Glied der Legislative)
- einem Parlamentssprecher und dessen Stellvertreter (Speaker/Deputy Speaker)
- einem Parlamentssekretär (Clerk)

Das aus 19 Abgeordneten in einer Kammer bestehende Nauruische Parlament, in Nauru auch House genannt, wird in der Regel alle drei Jahre gewählt.

#### Judikative
Die höchste Instanz ist der Oberste Gerichtshof von Nauru Supreme Court of Nauru. Vorsitzender des Obersten Gerichtshofs ist der Oberrichter (Chief Justice), der vom Präsidenten ernannt wird und aus insgesamt drei Richtern aus dem Ausland besteht. Sofern Rechtsmittel gegen Urteile des Obersten Gerichtshofs zulässig sind, ist der australische Oberste Gerichtshof (High Court of Australia) zuständig. Solche Rechtsmittel sind jedoch relativ selten. Das Parlament kann keine gerichtlichen Entscheide revidieren.
Dem Bezirksgericht (District Court) sitzt ein ortsansässiger Richter (Resident Magistrate) vor, der auch der Standesbeamte des Obersten Gerichtes ist. Dem aus drei Richtern bestehenden Familiengericht (Family Court) sitzt der ortsansässige Richter ebenfalls vor.
Die Verfassung sieht noch zwei weitere Spruchkörper vor, die Beschwerdekammer für den öffentlichen Dienst (Public Service Appeal Board) und die Polizeibeschwerdekammer (Police Appeal Board). Beiden zweiköpfigen Kammern sitzt der Oberrichter vor.

#### Exekutive
- dem Präsidenten und der Regierung
  - Präsident im Amt ist David Adeang (seit 2023)
- dem Staatssekretär (Chief Secretary)

Das Parlament wählt aus seiner Mitte einen Präsidenten. Der Präsident benennt danach meistens aus Parteigenossen im Parlament sein Kabinett, das aus fünf bis sechs Ministern besteht.

#### Parteien
Es gibt ein kleines Mehrparteiensystem. Die zwei formellen Parteien sind die Oppositionspartei Naoero Amo und die ebenfalls opponierende Democratic Party of Nauru. Außerdem existiert eine konservative, jedoch informelle Partei, die Centre Party. Beide Oppositionsparteien wurden gegründet, um die Rolle des Parlaments zu stärken und um die Macht der früheren Präsidenten, denen oft Korruption nachgesagt wird, einzudämmen. Heute spielt vor allem die Naoero Amo eine bedeutende Rolle, während die DPN und die CP nur wenig politische Macht haben.
- Naoero Amo, Nauru First Party; christlich-liberal (formelle Partei)
- Demokratische Partei Nauru, Democratic Party (formelle Partei; ehemalige informelle Nauru Party)
- Nauruische Zentrumspartei, Centre Party; christlich-konservativ (informell)

#### Wahlen

##### Wahlsystem
Nauru hat ein Prioritätswahlsystem, bei dem die Wähler die Kandidaten ihres Wahlkreises in der Reihenfolge ihrer Priorität wählen. Eine Erstprioritätsstimme zählt eine ganze Stimme, eine Zweitprioritätsstimme zählt eine halbe Stimme, eine Drittprioritätsstimme zählt eine Drittel-Stimme. Gibt es in einem Wahlkreis beispielsweise 21 Kandidaten, so zählt die letzte Stimme ein Einundzwanzigstel.
Es herrscht Wahlpflicht. Wählen muss jede Person, die die nauruische Staatsbürgerschaft besitzt und am Wahltag 20 Jahre oder älter ist. Um sich als Kandidat aufstellen zu lassen, muss man die erwähnten Bedingungen erfüllen und seine Nominierung mit seiner Unterschrift sowie den Unterschriften zweier oder mehrerer Wähler seines Distrikts spätestens 14 Tage vor dem Wahltag einreichen.

##### Wahlkreise

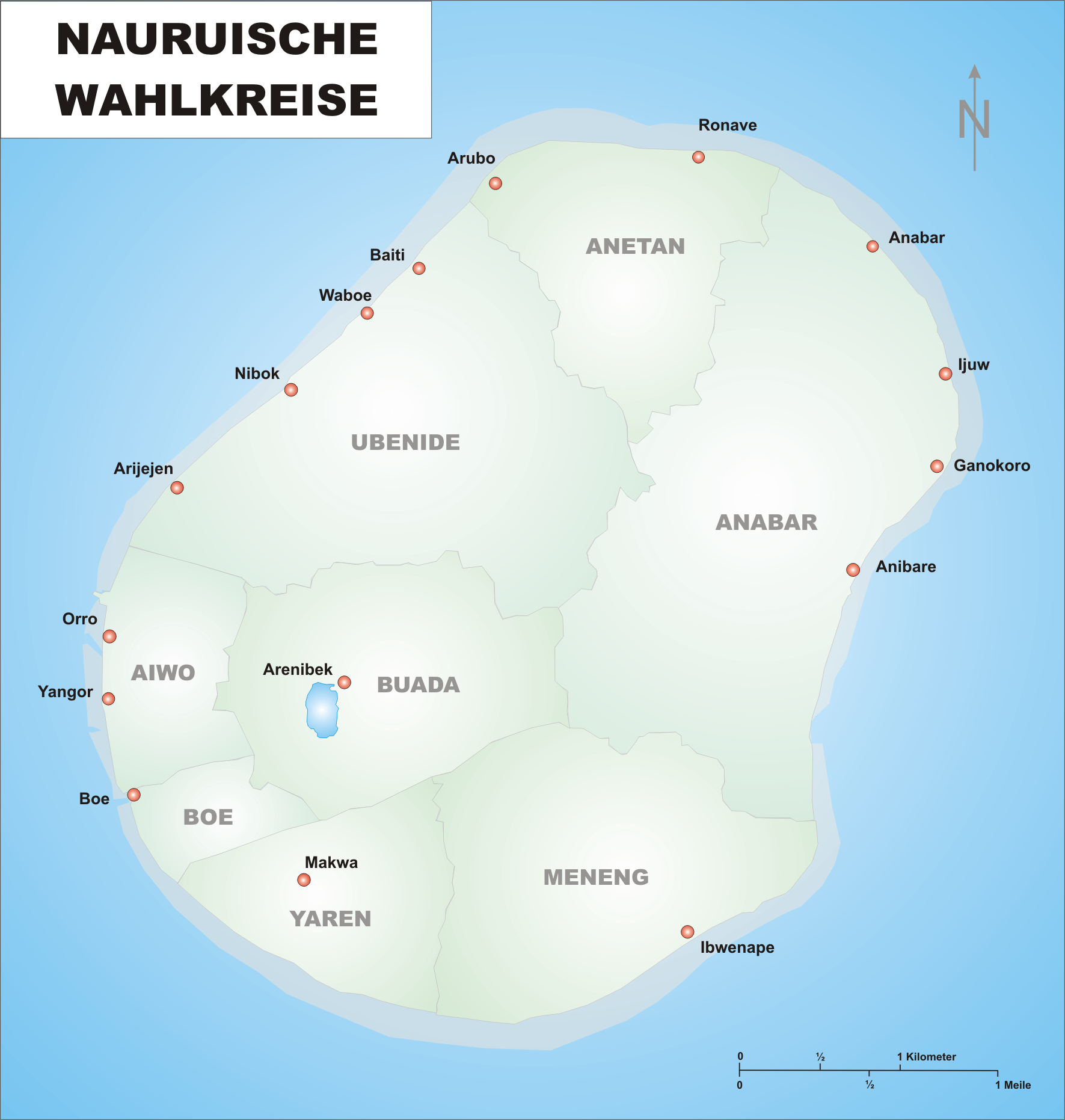
Die nauruischen Wahlkreise

| - Aiwo - Anabar - Anetan - Boe | - Buada - Meneng - Ubenide - Yaren |

##### Wahltermine
Parlamentswahlen fanden statt:
- am 18. November 1995
- am 8. Februar 1997 (vorgezogen)
- am 8. April 2000
- am 3. Mai 2003
- am 22./23. Oktober 2004
- am 25. August 2007
- am 26. April 2008
- am 24. April 2010
- am 19. Juni 2010[36]
- am 8. Juni 2013[37]
- am 10. Juli 2016[38]
- am 24. August 2019[39]
- am 24. September 2022[40]

#### Rechtssystem
Das nauruische Recht basiert auf dem englischen Common Law und auf Beschlüssen des nauruischen Parlaments. Die Todesstrafe ist abgeschafft.

#### Verwaltungsgliederung

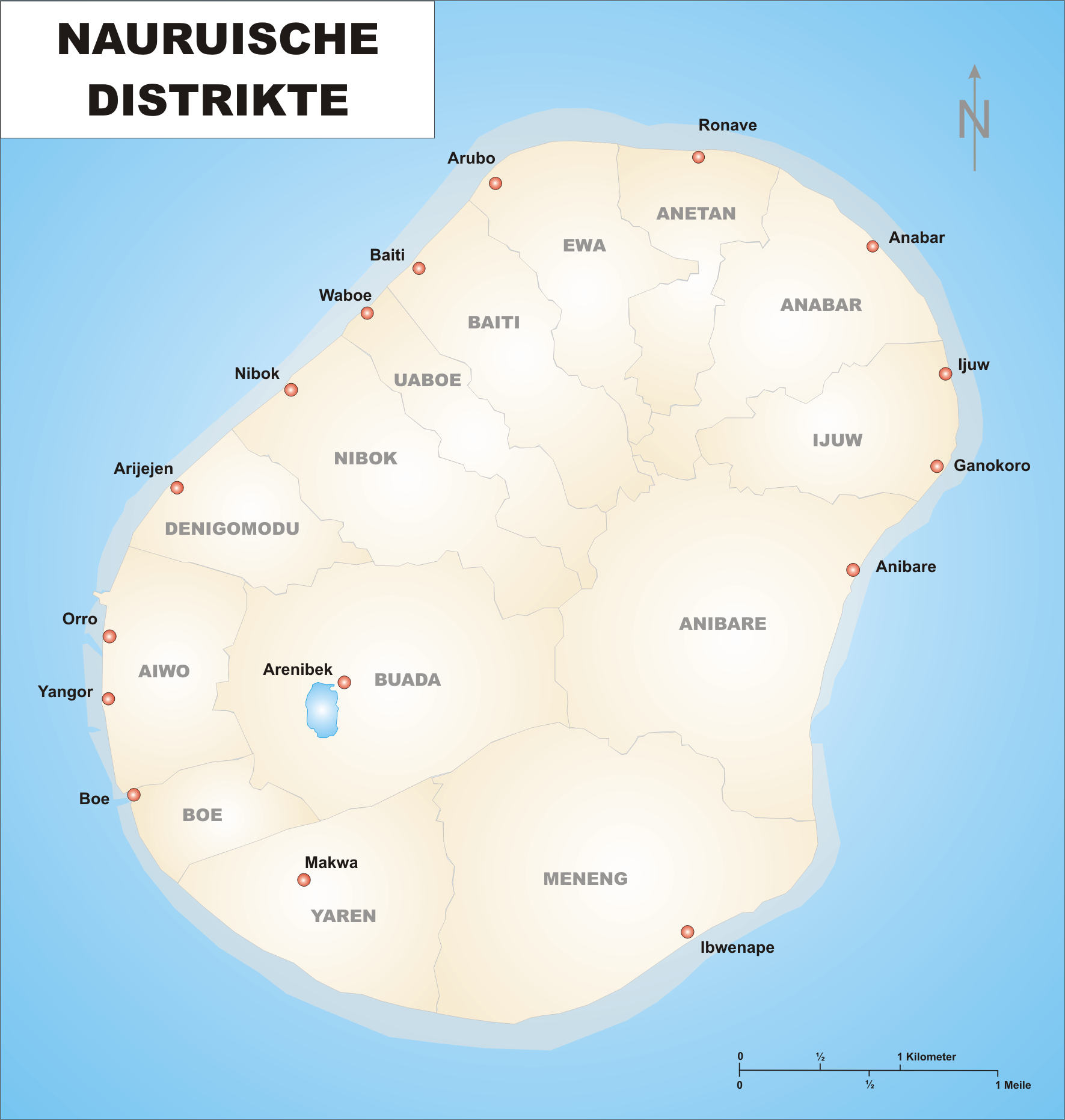
Die nauruischen Distrikte

Nauru ist unterteilt in 14 Distrikte. Die Grenzen der Distrikte sind die ehemaligen Grenzen der früheren Gaue, die bis 1968 jeweils aus einigen Dörfern bestanden.
| - Aiwo - Anabar - Anetan - Anibare - Baiti - Boe - Buada | - Denigomodu - Ewa - Ijuw - Meneng - Nibok - Uaboe - Yaren |

### Politikfelder

#### Staatshaushalt
Der Staatshaushalt umfasste 2010 Ausgaben von umgerechnet 51,8 Millionen US-Dollar, dem standen Einnahmen von umgerechnet 57,8 Millionen US-Dollar gegenüber. Dies entspricht einem Haushaltsüberschuss von mehr als 10 %.
2020 betrug der Anteil der Staatsausgaben (in % des BIP) folgender Bereiche:
- Gesundheit: 12,0 %
- Bildung: 7,1 % (2021)
- Militär: 0,0 % (Nauru unterhält kein Militär)

#### Wirtschaftspolitik
Durch den Phosphatabbau erhielt der Staat jahrzehntelang erhebliche Einnahmen. Der größte Teil dieser Einnahmen wurde der Bevölkerung zur Verfügung gestellt. Bis 2001 war die medizinische Behandlung kostenlos, es gab weder Steuern noch Gebühren für öffentliche Dienstleistungen. So lebten die Nauruer recht sorglos und hatten oft keinen geregelten Tagesablauf. Ein beliebter Zeitvertreib war das Fangen und Züchten von Fregattvögeln. Jeder Haushalt besaß durchschnittlich zwei bis drei Autos (bei nur 29 Kilometern asphaltierter Straßen) und ein Motorboot. Viele Nauruer flogen häufig nach Australien, um sich mit den neuesten und modernsten Konsumgütern einzudecken. Zahlreiche Feste und die allgemeine ungesunde Ernährung führten zu großen gesundheitlichen Problemen (siehe Gesundheit).
Wegen gravierender Fehlinvestitionen und korrupter Geschäfte der Regierung während der 1990er Jahre verlor der Staat jedoch fast seinen gesamten Reichtum und der hohe Wohlstand schwand. Beispielsweise hatte der Staat ein erfolgloses Musical in London finanziert, das nach der Premiere sofort abgesetzt wurde, man leistete sich auch einen unrentablen Ableger der University of the South Pacific. 1994 vergab der Staat ein Darlehen an einen australischen Football-Klub, der bald darauf seinen Spielbetrieb einstellen musste. Löhne werden zurzeit teilweise nicht bezahlt, der Abfall häuft sich an, der Staat hat erhebliche Schulden zu bewältigen und steht vor dem Bankrott.
Nauru hofft derzeit auf Entschädigungszahlungen Australiens, das vor der Unabhängigkeit die Phosphatvorkommen ohne Gegenleistung ausgebeutet hatte. Außerdem bezahlt Australien Nauru für die Internierung von Flüchtlingen; diese Zahlungen machten zeitweise fast das gesamte Staatseinkommen aus. Weiterhin versucht Nauru, seine Gläubiger und die UNO von seiner Notlage zu überzeugen, und bittet um Schuldenerlass sowie um Subventionen der UNO. Im Jahr 2004 mussten schließlich Immobilien wie das Nauru House und das Mercure Hotel in Sydney verkauft werden, um einige Schulden zu bezahlen.
Mit dem Reichtum verschwanden auch die kostenlosen Dienstleistungen. Die Regierung konnte die medizinische Behandlung nicht mehr unentgeltlich zur Verfügung stellen, und auch Steuern werden mittlerweile erhoben.

#### Sicherheitspolitik
Nauru besitzt keine militärischen Verteidigungskräfte; aufgrund eines informellen Abkommens ist Australien für die Verteidigung der Insel verantwortlich. Dennoch sind über 3000 Nauruer für eine Rekrutierung verfügbar und etwas weniger als 2000 davon sind gesundheitlich für militärische Einsätze geeignet.
Naurus innere Sicherheit ist durch eine kleine Polizeieinrichtung unter bürgerlicher Kontrolle gewährleistet. Die vorherrschenden Gesetzesbrüche sind Fahrraddiebstahl, Geschwindigkeitsübertretung, Hausfriedensbruch und Unruhestiftung.

#### Außenpolitik
1982 wurde auf Nauru das Nauru Agreement unterzeichnet, das die Fischerei im nördlichen und westlichen Pazifik, insbesondere nach Thunfischen, regelt.
Die Republik Nauru unterhält engere diplomatische Beziehungen mit Australien, Fidschi, dem Vereinigten Königreich, Indien, Japan, Kuba, Neuseeland, den Philippinen, Südkorea, Taiwan, Thailand und den USA.
Nauru steht im Ruf, in seinen Außenbeziehungen auf Scheckbuchdiplomatie zu setzen, also Unterstützung für die Anliegen anderer Länder im Gegenzug für finanzielle Unterstützung zu gewähren, etwa bei der Anerkennung umstrittener Staaten, Japans Walfang oder der Ausgabe von Reisepässen.
Im August 1995 stellte Nauru zusammen mit Kiribati nach französischen Atomtests im Pazifik die diplomatischen Beziehungen zu Frankreich ein, nahm sie aber Ende 1997 wieder vollständig auf. Anlässlich eines Staatsbesuch von Jacques Chirac in Französisch-Polynesien im Juli 2003 wurden diese Beziehungen durch ein kurzes Treffen Chiracs mit Präsident Ludwig Scotty gestärkt.
Am 4. März 2004 unterzeichneten der nauruische UN-Botschafter Vinci Clodumar und der isländische Vertreter Hjálmar Hannesson ein Abkommen über die Aufnahme diplomatischer Beziehungen zwischen Nauru und Island. Nauru erhofft sich von Island Hilfe beim Aufbau einer eigenen Fischereiindustrie.
Am 21. Januar 2006 wurde ein nauruisches Generalkonsulat in Bangkok (Thailand) eröffnet, ein Jahr nach der Aufnahme von diplomatischen Beziehungen zwischen beiden Ländern im Januar 2005. Nauru hat zurzeit als einziger ozeanischer Staat neben Australien und Neuseeland eine diplomatische Vertretung in Thailand. Der Eröffnungszeremonie wohnten die jeweiligen Außenminister David Adeang und Kantathi Suphamongkhon bei. Wenige Tage zuvor hatte ein thailändisches Unternehmen einen Vertrag mit der nauruischen Phosphatgesellschaft über den wiederaufgenommenen Phosphatabbau unterzeichnet.
Im Oktober 2007 errichtete Nauru zusammen mit Kuba eine gemeinsame Regierungskommission zur Förderung der wirtschaftlichen Zusammenarbeit und der allgemeinen bilateralen Beziehungen der beiden Länder.
Im Dezember 2009 erkannte Nauru als viertes Land der Erde – nach Russland, Nicaragua und Venezuela – die Unabhängigkeit der abtrünnigen georgischen Regionen Abchasien und Südossetien an. Naurus Außenminister Kieren Keke besuchte die südossetische Hauptstadt Zchinwali und erhielt Entwicklungshilfe von Russland in Höhe von mutmaßlich 33 Millionen Euro. Als Haupteinnahmequelle des Landes bezeichnete die Frankfurter Rundschau 2009 die Aufnahme von Asylbewerbern Australiens für die Dauer ihres Asylverfahrens.
Die Regierung hat in Bezug auf den durch den Klimawandel verursachten steigenden Meeresspiegel bereits mehrmals bei der UNO die Dringlichkeit der Angelegenheit dargelegt und einige Treffen mit den USA und anderen Industrienationen gefordert.

##### China
Am 21. Juli 2002 brach Nauru, das bislang Taiwan offiziell anerkannt hatte, seine diplomatischen Beziehungen mit Taipeh ab und stellte sich auf die Seite der Volksrepublik China. Der damalige Präsident René Harris unterzeichnete in Hongkong eine gemeinsame Erklärung mit Chinas damaligem Vizeaußenminister Zhou Wenzhong. Nauru erhielt dafür von China finanzielle Unterstützung in zweistelliger Millionenhöhe. Mit dem Schwenk Naurus sank die Zahl der Staaten, die Taiwan anerkannten, auf 27. Im Jahre 2003 erklärte sich China bereit, nauruische Schulden (Kauf einer Boeing 737) bei der Export-Import Bank of the United States in Höhe von 2,7 Millionen Dollar zu zahlen.
Im März 2005 sprach sich der amtierende chinesische Vizeaußenminister Yang Jiechi nach einem Treffen mit Präsident Scotty für weitergehende diplomatische Beziehungen zwischen China und Nauru aus. Gleichzeitig erklärte Scotty, Nauru unterstütze das chinesische Programm, Taiwan mit China wieder zusammenzuschließen. Am 9. Mai 2005 jedoch trafen sich Scotty und der taiwanische Präsident Chen Shui-bian kurz in Majuro, worauf am 14. Mai offiziell die diplomatischen Beziehungen zwischen Nauru und Taiwan wiederaufgenommen wurden. Scotty begründete die Entscheidung damit, dass der damalige Abbruch der Beziehungen mit Taiwan durch René Harris falsch war und er stets dagegen war. Es ist aber zu vermuten, dass wieder zu Taiwan gewechselt wurde, weil China sein Versprechen, die Schulden für das Boeing-Flugzeug zu bezahlen, niemals eingelöst hatte. Zudem versprach Taiwan, Entwicklungshilfe in den Bereichen Erziehung, Landwirtschaft, Fischerei und Tourismus zu leisten. Im Gegenzug wird Taiwan von Nauru bei Beitrittsgesuchen in internationale Organisationen wie die WHO und die UNO unterstützt.
2024 brach Nauru wenige Tage nach der Wahl des chinakritischen Präsidenten Lai Ching-te in Taiwan die diplomatischen Beziehungen zu Taiwan ab und nahm sie zur Volksrepublik China auf. Nauru erkenne nicht länger die Republik China (Taiwan) als eigenständigen Staat an, sondern „als unveräußerlichen Teil Chinas“, hieß es in einer Mitteilung Naurus. Im Gegenzug forderte Taiwan die umgehende Schließung der Botschaft Naurus in Taiwan.

##### Deutschland
Die Bundesrepublik Deutschland unterhält seit dem 15. April 1979 diplomatische Beziehungen mit Nauru, die DDR hatte 1984 Beziehungen aufgenommen. Auf Grund der großen Entfernung und der geringen Größe Naurus sind diese jedoch nicht intensiv. Deutschland besitzt daher keine eigene Botschaft in Nauru; zuständig ist die deutsche Botschaft in Australien. Deutsche Missionare sind deshalb weiterhin die einzigen Träger deutscher Kultur, die auf Dauer in Nauru wirken. Sie haben sich durch ihre Bemühungen um die Erhaltung und Fixierung der nauruischen Sprache besondere Verdienste erworben. Deutschland zahlte an Nauru im Rahmen eines Programms der Europäischen Union bis zum Jahr 2007 Entwicklungshilfe in einer Größenordnung von 2,7 Millionen Euro.

##### Österreich
Österreich steht in diplomatischem Kontakt mit Nauru und unterschrieb 1980 in London einen bilateralen Staatsvertrag zur Rechtshilfe in Zivil- und Handelssachen, der seit dem 1. Februar 1981 in Kraft ist. Die weiteren diplomatischen Beziehungen zwischen den beiden Republiken sind jedoch gering. Österreich hat keinen Botschafter nach Nauru entsandt; die österreichische Botschaft in Canberra ist für Nauru zuständig.

##### Schweiz
Die Schweiz hat Nauru im Jahr 1969 völkerrechtlich anerkannt und im Jahr 2003 mit dem Aufbau diplomatischer Beziehungen angefangen. Die Schweiz unterhält keine diplomatische Vertretung, da auch kein Schweizer Staatsbürger einen permanenten Wohnsitz in Nauru hat. Nicht zuletzt deshalb fehlen auch engere politische, wirtschaftliche, kommerzielle und kulturelle Beziehungen. Für Nauru zuständig ist die Botschaft in Canberra, die nur sporadisch dafür tätig wird.

##### Mitgliedschaft in internationalen Organisationen
Nauru ist Mitglied der folgenden Organisationen: Alliance of Small Island States, AKP-Staaten, Asiatische Entwicklungsbank, Commonwealth, ICAO, Internationaler Strafgerichtshof, Interpol, Internationale Fernmeldeunion, Internationale Walfangkommission, Internationaler Währungsfonds, Organisation für das Verbot chemischer Waffen, Pacific Community, Vereinte Nationen, UNESCO, Weltpostverein, Weltgesundheitsorganisation.

#### Flüchtlingspolitik
Auf Nauru existierte zwischen 2001 und 2008 ein Lager für Flüchtlinge (hauptsächlich aus Afghanistan, aber auch Sri Lanka, Indien und Pakistan), die von Australien zurückgewiesen worden waren. Dieses wurde im August 2012 mit Wiedereinführung der sog. Pazifischen Lösung erneut eröffnet. Dort kam es laut einem Bericht der Regierung zu Vergewaltigungen und sexuellem Missbrauch. Das Lager wird von Australien finanziert und von einer privaten Firma betrieben.
Im August 2016 waren insgesamt 1200 Flüchtlinge auf Nauru untergebracht. Die Menschenrechtsorganisationen Amnesty International und Human Rights Watch machten in einem gemeinsamen Bericht regelmäßige Übergriffe gegen Flüchtlinge, völlig unzureichende Unterbringung und medizinische Versorgung sowie Kommunikations- und Zugangsbeschränkungen für Flüchtlinge und Journalisten öffentlich. Sie machten hauptsächlich die Regierung Australiens sowie die privaten Unternehmen, die die Flüchtlinge betreuen sollen, dafür verantwortlich. Am 10. August 2016 veröffentlichte die britische Tageszeitung The Guardian Berichte von zahlreichen Missbrauchsfällen und Fällen von Selbstverletzungen (Leaks). Die Zustände im Nauruer Flüchtlingslager thematisierte die Regisseurin Eva Orner in ihrem Dokumentarfilm Chasing Asylum (2016). Etwas über 50 der Flüchtlinge auf Nauru, die laut UN-Flüchtlingskommissar einen besonders hohen Schutzstatus haben, sollen nach einer Vereinbarung mit Australien 2017 in den Vereinigten Staaten aufgenommen werden.

#### Medienfreiheit
Freedom House stufte Nauru bis 2013 als frei ein, seitdem als „teilweise frei“. Selbst das staatliche Fernsehen ist nicht frei von Kontrolle. Im Jahr 2000 konfiszierte die Polizei ein Video von der Parlamentswahl. 2013 wurde der staatliche Sender mindestens zweimal zensiert, über einen Aufstand im Flüchtlingslager und kurz darauf, als Premierminister Kevin Rudd mit Australien ein neues Asylbewerberabkommen aushandelte und Präsident David Adeang ein Medienverbot verfügte. Er blockierte damit Interviews mit Oppositionsvertretern, darunter Mathew Batsuia und der ehemalige Außenminister Kieren Keke. Es gibt keine Selbstregulierung für die Presse, kein Informationsfreiheitsgesetz und Verleumdung steht unter Strafe.
Auch Berichte über die Insel im Ausland werden behindert. 2001 wurde Michael Field, Journalist einer französischen Presseagentur, die Einreise verwehrt, als er über das jährliche Pacific Islands Forum berichten wollte. Er berichtete zuvor regelmäßig über Naurus Beteiligung an Geldwäsche. Seit der Guardian über die Zustände im Flüchtlingslager berichtet hat, hat die Regierung ausländische Journalisten sehr effektiv von der Insel verbannt und damit verhindert, dass die australische Öffentlichkeit von den Missständen im Lager erfährt. Die Bearbeitungsgebühr für Visa für Journalisten wurde von 200 auf 8000 US-Dollar erhöht, die auch dann fällig sind, wenn das Visum verweigert wird. Formal begründete die Regierung den Schritt mit der Absicht, die Einnahmen für die Insel zu erhöhen, Kritiker sehen sie als Behinderung der Pressefreiheit.

## Wirtschaft

### Wirtschaftliche Situation
Die Wirtschaft ist seit Beginn des 20. Jahrhunderts sehr abhängig vom Phosphatabbau, dessen Schwankungen die Wirtschaftssituation stark bestimmen.

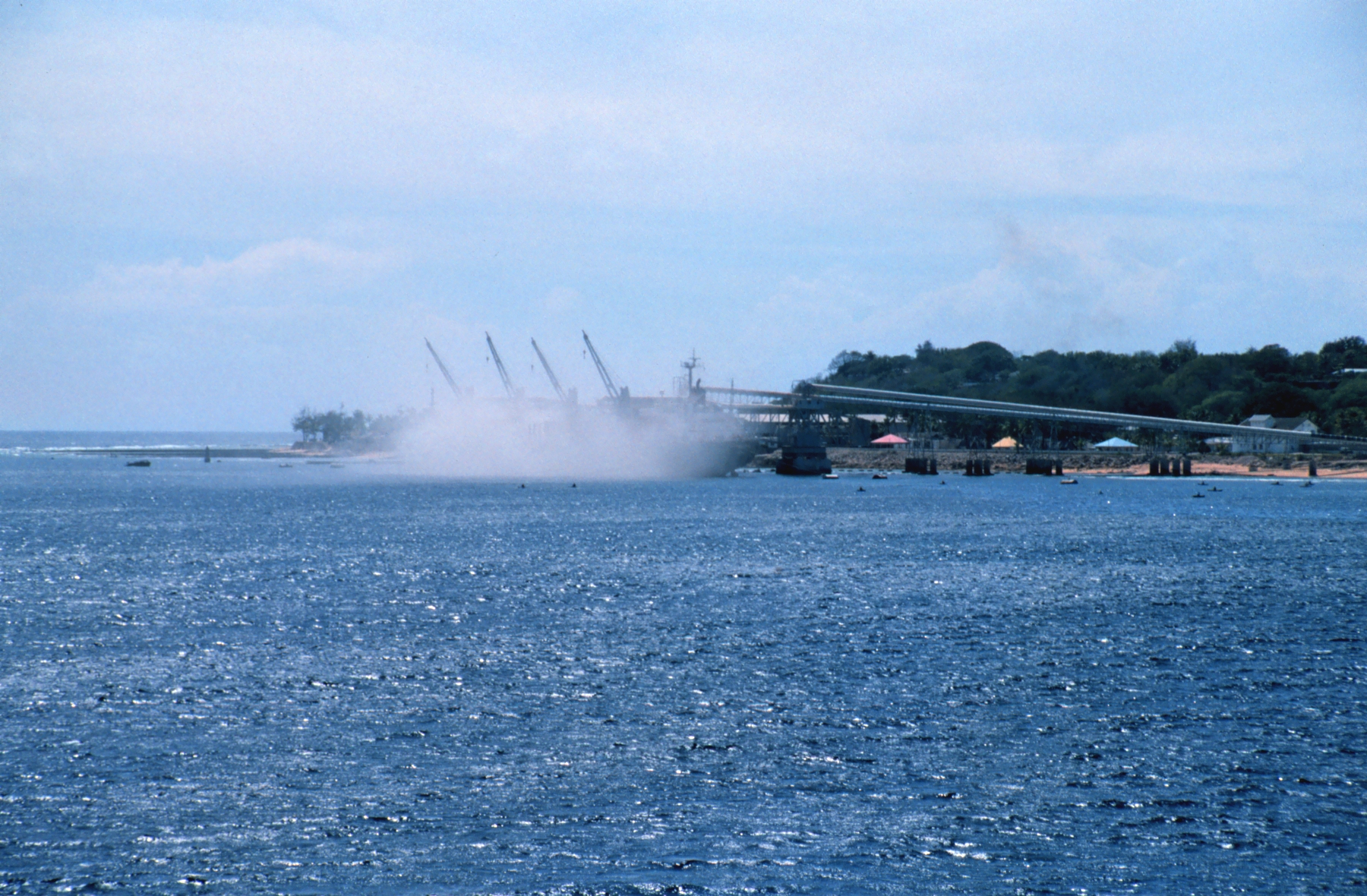
Verladung von Phosphat auf Schiffe vor Aiwo

| Wirtschaftsdaten Nauru   | Wirtschaftsdaten Nauru         | Wirtschaftsdaten Nauru                     | Wirtschaftsdaten Nauru              | Wirtschaftsdaten Nauru | Wirtschaftsdaten Nauru | Wirtschaftsdaten Nauru |
| Parameter                | Primärer Sektor (Urproduktion) | Sekundärer Sektor (Verarbeitendes Gewerbe) | Tertiärer Sektor (Dienstleistungen) | Gesamt                 | Bezugsjahr             | Quelle                 |
| ------------------------ | ------------------------------ | ------------------------------------------ | ----------------------------------- | ---------------------- | ---------------------- | ---------------------- |
| Anteil am BIP            | 4,7 %                          | 7,5 %                                      | 73,3 %                              | 117.132.000 (USD)      | 2020                   | [ 68 ] [ 69 ]          |
| Anteil an Erwerbstätigen |                                |                                            |                                     |                        |                        |                        |

### Primärer Sektor

#### Landwirtschaft
Die Landwirtschaft ist wegen des porösen Bodens und der unregelmäßigen Regenfälle auf die Küstenzone beschränkt, wo Kokospalmen, Bananen, Ananas und etwas Gemüse angebaut werden. Man versucht nun, auf den abgebauten Phosphatfeldern die Korallenfelsen wegzuräumen und Humus aufzutragen, um die landwirtschaftlichen Flächen auszudehnen. Schätzungsweise 20 % aller Bewohner betreiben mittlerweile in ihren Gärten landwirtschaftlichen Anbau.

#### Fischerei
Die Fischerei und die Fischverarbeitung spielen heute eine untergeordnete Rolle. Die Aufsicht über die Fischerei liegt bei der Nauru Fisheries and Marine Resources Authority (NFMRA).

#### Bodenschätze und Bergbau
Nauru verfügte über die Phosphatvorkommen mit dem höchsten Phosphatgehalt der Welt. Rund 75 % des Bruttosozialprodukts wurden durch den Export dieses Rohstoffes erwirtschaftet.

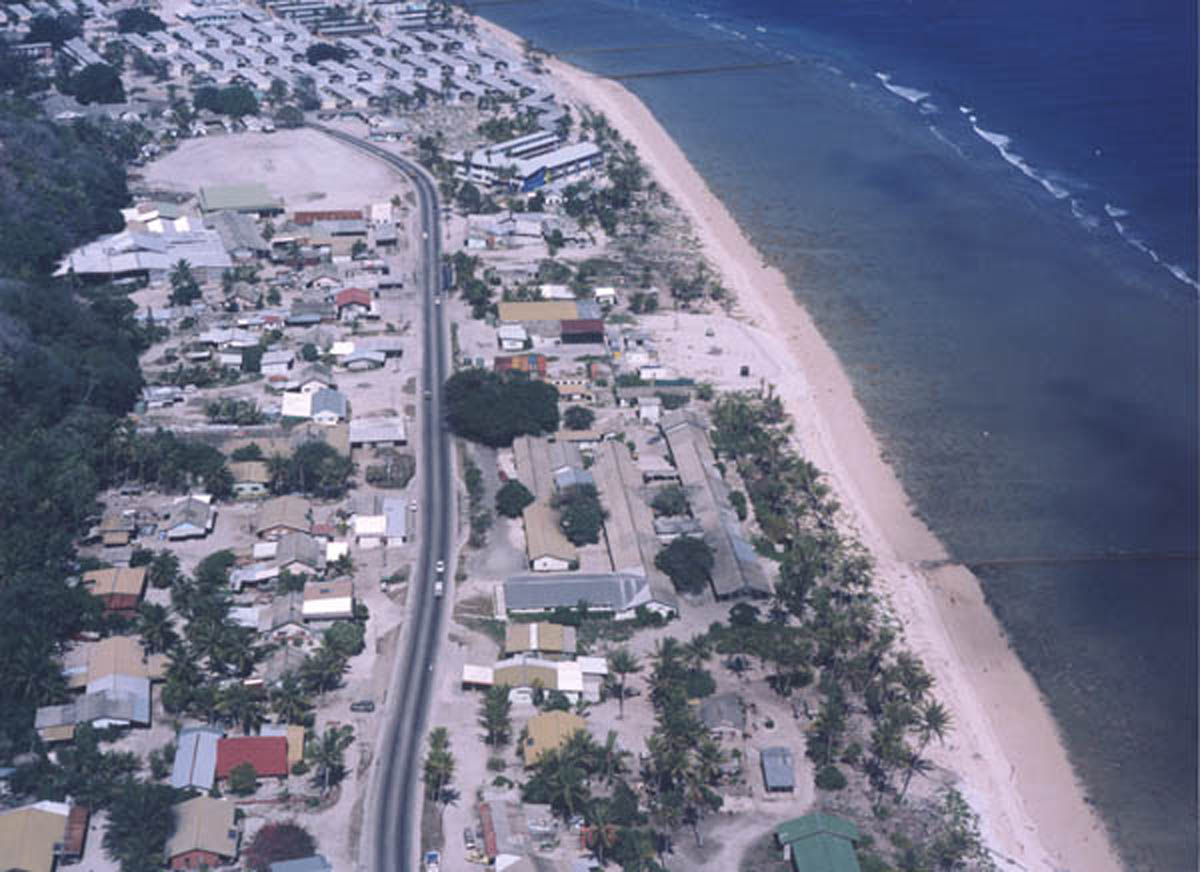
Distrikte Denigomodu (oben) mit den Unterkünften der Gastarbeiter, und Nibok (unten)

Ab 2000 wurde jedoch wegen Erschöpfung der Vorkommen nur noch sehr wenig Phosphat abgebaut. Trotzdem arbeiten im Phosphatbergbau noch immer knapp die Hälfte der Erwerbstätigen. Die Beschäftigten der früheren Phosphatmine sind fast ausschließlich Gastarbeiter aus Kiribati, Tuvalu, den Philippinen, Hongkong, Australien und Neuseeland. Die Gastarbeiter und deren Familien stellen rund 40 % der Inselbewohner. Mit Entdeckung neuer Vorkommen, die bis etwa 2035 ausreichen sollen, hat die Wirtschaft des Landes seit 2005 wieder deutlich zugenommen. Im September 2004 wurde bei Bodenuntersuchungen entdeckt, dass noch weit mehr Phosphat im Abbaugebiet vorhanden ist als bisher angenommen; weitere Tests wurden veranlasst. Im Dezember 2004 wurde schließlich erstmals seit Monaten wieder eine größere Menge Phosphat exportiert. Die Schiffslieferung nach Südkorea betrug etwa 10.000 Tonnen. Im Oktober 2005 ließen Scotty und Außenminister David Adeang verkünden, das im September 2004 entdeckte übrige Phosphat würde Naurus Exportrate innerhalb sechs Monaten um 300 % steigern. Im Jahr 2012 wurden auf Nauru bereits wieder 167.600 t Phosphat (umgerechnet auf den P4O10-Gehalt) im Wert von ca. 17 Mio. US$ abgebaut. In den folgenden Jahren nahm die Ausbeute jedoch erneut stark ab und erbrachte im Zeitraum von 2016 bis 2020 lediglich zwischen 30.000 und 50.000 t Phosphat jährlich.
Die gesamte Elektrizität für die Insel wird im Power House in Aiwo erzeugt, jedoch sind Stromausfälle sehr häufig. Das Trinkwasser wird, wie die meisten anderen Lebensmittel, vor allem aus Australien mit Schiffen importiert. Da die chronische Wasserknappheit ein großes Problem ist, wurde eine Meerwasserentsalzungsanlage gebaut.
Der industrielle Sektor spielt nur eine geringe Rolle. Einziger größerer Arbeitgeber ist die staatliche Phosphatraffinerie. Der Dienstleistungssektor hingegen ist mit rund 35 % der Beschäftigten ein wichtiger Pfeiler der nauruischen Wirtschaft. Hauptarbeitgeber sind die Verwaltung der Phosphatminen (Nauru Phosphate Royalties Trust) und die staatliche Reederei (Nauru Pacific Line) und die nationale Fluggesellschaft (Nauru Airlines), die gelegentlich ihren Betrieb einstellt, wenn sie sich den Treibstoff oder Reparaturen nicht leisten kann. Sowohl die Nauru Pacific Line als auch die Nauru Airlines werden zu großen Teilen vom Staat subventioniert.
Am 28. Januar 2016 legte die EU-Kommission ein Maßnahmenpaket zur Bekämpfung von Steuerflucht vor, bei dem unter anderem Nauru auf der schwarzen Liste der Steueroasen auftaucht.

### Tertiärer Sektor

#### Verkehr

##### Landverkehr
Das Straßennetz umfasst insgesamt 41 Kilometer; 29 Kilometer sind befestigte Asphaltstraßen, davon entfallen 17 Kilometer auf die Küstenstraße rund um die Insel. Weitere, unbefestigte Straßen haben etwa 12 Kilometer Länge; sie führen ins Zentralplateau und werden vor allem für den Phosphatabbau genutzt. Es herrscht Linksverkehr.
Die einzige, fünf Kilometer lange Bahnstrecke ist eine Schmalspurbahn und bedient das Phosphatabbaugebiet. Diese Schmalspurbahn von Nauru verläuft von der Sammelstelle im Westen von Anibare zur Aufbereitungsanlage in Aiwo.
Der öffentliche Personennahverkehr erfolgt durch Busse, die bei den Hotels in Aiwo und Meneng, beim Flughafen in Yaren, beim Krankenhaus in Denigomodu und beim Nauru College in Ewa halten.

##### See- und Luftverkehr
Der internationale Reiseverkehr ist neben dem internationalen Seehafen (Aiwo Harbour) durch einen internationalen Flughafen (Nauru International Airport; IATA-Code INU) gewährleistet. Die gefahrenreiche Küste zwingt größere Schiffe, in einiger Entfernung von der Insel vor Anker zu gehen.
Als einzige Fluggesellschaft fliegt Nauru Airlines die Insel an. Das Vorgängerunternehmen Air Nauru war während des Booms der Phosphat-Industrie gegründet worden, hatte aber über lange Zeit hinweg mit wirtschaftlichen Problemen zu kämpfen. Im Dezember 2005 wurde das einzige Flugzeug der Air Nauru von dessen Gläubiger, der Export-Import Bank of the United States, zurückverlangt. Damit musste die Fluggesellschaft ihren Betrieb einstellen, Nauru war mehrere Monate lang nur auf dem Seeweg erreichbar und gewissermaßen isoliert. Im September 2006 konnte mit Hilfe taiwanischer Finanzmittel der Flugbetrieb wieder aufgenommen werden. In diesem Rahmen wurde die Gesellschaft zuerst in Our Airline und 2014 in Nauru Airlines umbenannt.

##### Kanäle
In Nauru gibt es keine Flüsse, jedoch wurden einige Kanäle angelegt. Die Kanäle sind vorwiegend künstlich errichtete Öffnungen im Saumriff, die die ganze Insel umrunden. Durch diese Kanäle gibt es vermehrt Möglichkeiten, mit Booten und Yachten an- und abzulegen.
| - Gabab, bei Yaren (Todesort Auweyidas; hier befindet sich die Moqua Cave) - Gadu, bei Denigomodu - Gago (auch Gato) - Gagori, bei Waboe - Ganaba - Ganabereber - Ganama, bei Ewa - Ganara | - Ganeno - Ganiamwe - Ganibawo, bei Boe - Ganiwuro - Ganokwang - Gatoe - Gonge, bei Ewa (auch Onge) - Gonokwoy |

#### Finanzwirtschaft
Die Regierung versuchte mehrmals, den hohen Lebensstandard auch ohne die Einnahmen aus den erschöpften Phosphatvorkommen zu sichern. Zu diesem Zweck wurde ein Staatsfonds gebildet, der als Intergenerational Trust Fund for the People of the Republic of Nauru bezeichnet wird. Dieser investiert in Immobilien und Aktien in den pazifischen Nachbarstaaten und in den USA und Australien. Beispielsweise einen Wolkenkratzer in Melbourne, das Nauru House, das dort abschätzig birdshit tower genannt wird. Außerdem bemühte sich die Nauru Finance Industry, den Inselstaat durch erhebliche Steuervergünstigungen zu einem Steuerparadies für die internationale Geschäftswelt zu machen. Bald geriet das nauruische Finanzsystem jedoch in den Verdacht, Geldwäsche und Anlagebetrug in großem Stil zuzulassen. Daraufhin wurden gegen Nauru als ersten Staat in der Geschichte Sanktionen durch die Financial Action Task Force on Money Laundering (FATF) der Organisation für Wirtschaftliche Zusammenarbeit und Entwicklung (OECD) verhängt und Nauru auf die schwarze Liste der Geldwäscheoasen gesetzt. Nachdem im Jahr 2003 sämtliche Banklizenzen widerrufen wurden, zogen auch die FATF und OECD ihre Maßnahmen wieder zurück.

#### Medienwirtschaft
Auf Nauru gibt es keine Tageszeitung. Das Nauru Bulletin erschien als wöchentliche Zeitung in Nauruisch und Englisch und wurde von der Regierung herausgegeben. Central Star News and The Nauru Chronicle erschien alle zwei Wochen. Beide Zeitungen wurden jedoch 2014 aufgrund finanzieller Probleme eingestellt. Es verbleibt als einzige Print-Publikation die staatliche Zeitschrift Mwinen Ko (Bedeutung etwa: Lass’ uns über die Themen reden), die nur monatlich erscheint (erstmals 2010) und mit Förderung der australischen Entwicklungsorganisation Australian Aid kofinanziert wird. Das Nauru Bulletin, das seit 2009 im Internet erscheint, erscheint als Newsletter weiterhin zweimal monatlich.
Die Regierung unterhält das Government Information Office, das staatliche Regierungsinformationsamt und gleichzeitig Nachfolger des ehemaligen Nauru Broadcasting Service, seit 2008 Veranstalter eines Hörfunkprogramms, eines Fernsehprogramms und seit 2010 der Zeitschrift Mwinen Ko und des Newsletters Nauru Bulletin. Die frühere Rundfunkanstalt nahm 1968 den Sendebetrieb von Radio Nauru und 1991 den Sendebetrieb von Nauru Television auf. Gesendet wird in Nauruisch, mit Beiträgen in Englisch.
Die Bevölkerung von Nauru wird von ausländischen Journalisten als sehr medienscheu beschrieben. Die Autorin Jenny Roller, die 2013 eine Dokumentation über die Insulaner gedreht hat, beklagt, es gebe wenig verlässliche Informationen über die Insel und es gebe allgemein keine Medienkultur: „Wir haben tatsächlich nicht wirklich gewusst, was auf uns zukommt. […] Das kennen die einfach nicht, […] Insofern waren wir darauf angewiesen, auf die Leute zuzugehen, weil es ganz selten vorgekommen ist, dass uns jemand aktiv angesprochen hat.“

#### Internet und Telekommunikation
Es gibt zwei Internetportale, die über die Insel informieren. Das pazifische Internetportal Loop, für die Insel unter loopnauru.com vertreten, informiert tagesaktuell über lokale Themen, die Pazifikregion und global in allen relevanten Themenfeldern. Über eine Kooperation mit dem Mobilfunkbetreiber Digicel kann das Portal auf Nauru und anderen Inseln ohne Anrechnung auf das Datenvolumen genutzt werden. Ergänzt wird der redaktionelle Teil durch Kommentarfunktionen und Blogs für Texte und andere Medien der Nutzer sowie Kleinanzeigen. Das Portal steht auch über Mobile Apps zur Verfügung. nauru-news.com ist ein Informationsportal der Regierung, über das offizielle Regierungsinformationen verbreitet werden. Beide Portale informieren ausschließlich auf Englisch.
Außer einem Postamt gibt es im Stadtteil Aiwo ein Internetcafé, betrieben vom einzigen Internetprovider der Insel CenpacNet. Im Jahr 2008 gab es 177 Haupttelefonleitungen pro 1000 Personen. Zu dieser Zeit gab es noch keinen Mobilfunk auf der Insel, lediglich Satellitentelefone konnten verwendet werden. Aufgrund der schlecht ausgebauten Infrastruktur hatten nach Angabe von Internet World Stats im Jahr 2013 nur 6 % der Bevölkerung Zugang zum Internet.

## Kultur

### Frühkultur

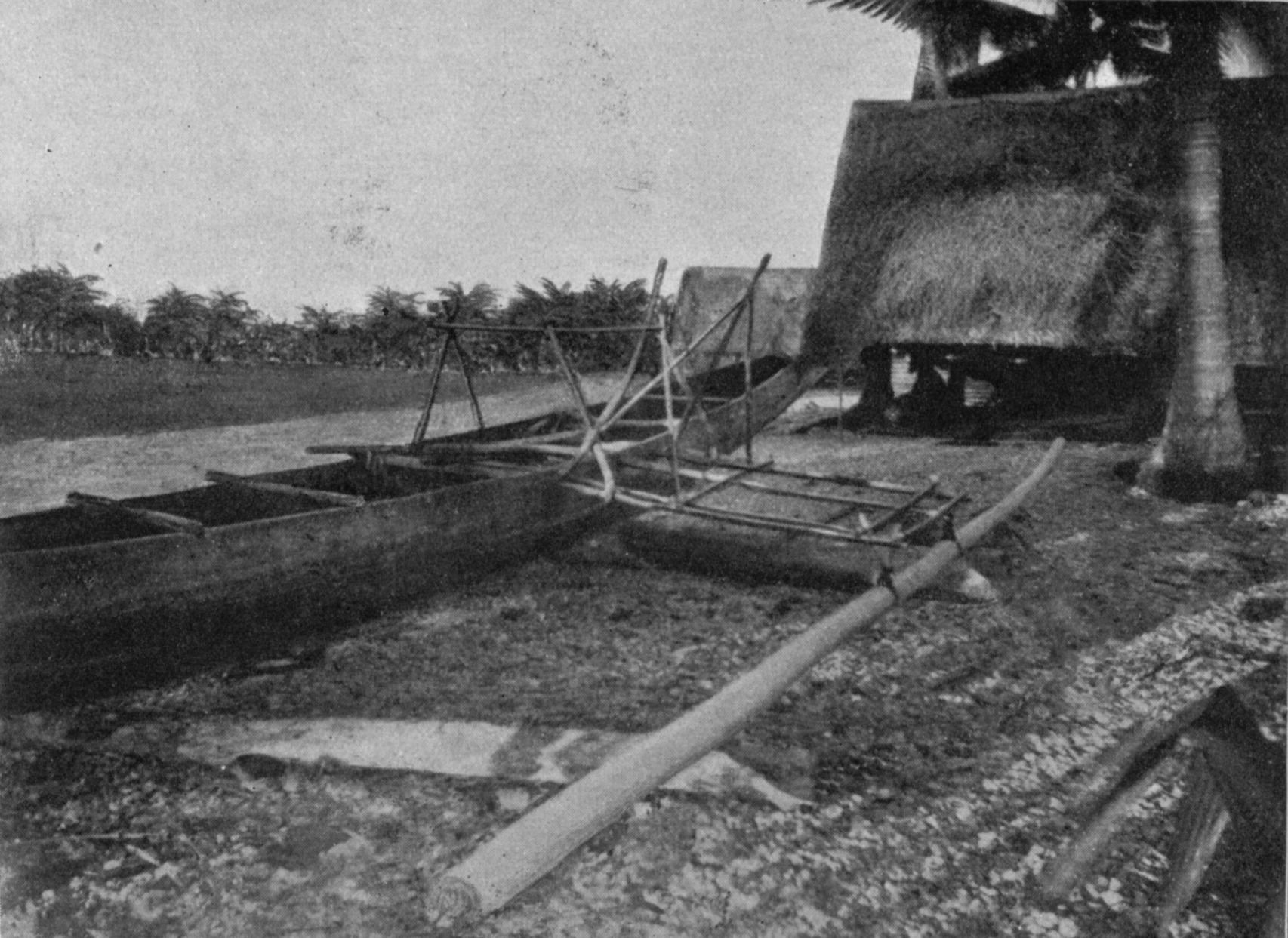
Fotografie eines Hauses und eines Kanus auf Nauru von Augustin Krämer, 1896

Die frühe Kultur Naurus basierte auf den zwölf Stämmen. Ein gemeinsames Oberhaupt über alle Stämme gab es nicht. Jeder Stamm hatte seine eigene Abstammungsgeschichte. Jeder Stamm zerfiel noch in einige Familien, von denen jede ein besonderes wappenähnliches Erkennungszeichen besaß. Die Angehörigen der Stämme verteilten sich auf vier verschiedene Rangklassen namens Temonibe, Emo, Amenengame und Engame; daran schlossen sich zwei besitzlose Klassen an, die Itsio und die Itiora. Bestimmend für die Zugehörigkeit zu einer Klasse war stets die Klasse der Mutter. Bis zur Geburt eines Sohnes, der die Rangklasse der Mutter besaß, traten vorher geborenen Töchter in die gleiche Klasse ein, die nachfolgenden Kinder gehörten den nächstfolgenden Klassen an. Einige Temonibe hatten die Rechte über das Riff und Teile des tiefen Wassers und gestatteten die Fischerei gegen Abgaben.
Die Siedlungen lagen damals bereits an der Küste, nur wenige befanden sich bei der Buada-Lagune. Die Insulaner wohnten in aus zwei bis drei Häusern bestehenden Gehöften, mehrere Gehöfte schlossen sich zu Dörfern zusammen, die teilweise unmerklich ineinander übergingen. Insgesamt gab es 168 Dörfer. Eine Anzahl Dörfer bildeten einen Gau, von denen es insgesamt 14 gab. Diese damaligen Gaue sind die heutigen Distrikte.
Zu jedem Gehöft gehörte eine Reihe von Grundstücken und teilweise Besitzanrechten an den Fischteichen der Buada-Lagune. Jedes Grundstück hatte einen besonderen Namen und durfte in Erbpacht gegeben werden. Dieser persönliche Besitz wurde durch Grenzsteine und Erdwälle festgelegt. Ferner gehörten zum persönlichen Besitz Geräte und Werkzeug sowie Schmucksachen, Fregattvögel, Möwen, Hunde, Schweine, und Palmen, die äußerlich besondere Erkennungsmarken trugen.

### Heutige Kultur
Die Verdrängung der traditionellen Kultur durch zeitgenössische, westliche Einflüsse ist auf Nauru sehr deutlich sichtbar. Nur wenig ist von den alten Sitten und Bräuchen erhalten geblieben. An die Stelle der traditionellen Musik ist Unterhaltungsmusik getreten. Bei Radio Nauru hat man zahlreiche Aufzeichnungen mit hiesiger Volksmusik gesammelt, die aber selbst von alten Menschen nicht immer verstanden wird.
Auch die Traditionen des Kunsthandwerks sind fast gänzlich verloren gegangen. Im Alltagsleben hat sich fast nichts Althergebrachtes erhalten. Die Einwohner tragen die übliche Tropenkleidung: kurze Hosen und leichte Hemden. Noch am ehesten wird wohl der Fischfang in der traditionellen Art ausgeübt, teilweise mit Hilfe von dressierten Fregattvögeln. Diese stehen in Nauru als Nationaltier unter besonderem Schutz und werden nur zum Fischfang und teilweise noch zur Übermittlung von Briefen gehalten.
Die wenige indigene Kultur, die noch übrig geblieben ist, ist ähnlich wie auf allen Inseln Mikronesiens. Musik und Tanz zählen zu den beliebtesten Kunstformen. Rhythmische Gesänge und traditionelle Reigen werden vor allem zu Festen und an Feiertagen auf dem Aiue Boulevard aufgeführt. Kunsthandwerker stellen aus Kokosfasern und den Blättern des Schraubenbaumes Kleidungsstücke und Fächer her und verwenden geometrische Muster, die jenen der indonesischen Kultur ähneln. Auch das Holz der Kokospalme wird zur Herstellung von Kunsthandwerk genutzt. Die traditionellen Schnitzereien verzieren häufig Alltagsgegenstände wie Schalen und Proviantbehälter.
Die Zeremonie der Zubereitung und des Trinkens von Kava gilt als traditioneller Brauch, der ursprünglich nur von Männern begangen werden durfte; heute sind aber auch Frauen zugelassen. Das Nachtleben findet überwiegend in Restaurants und Bars statt. Das einzige Kino befindet sich in Aiwo.
Die Sprache Naurus ist eine Mischung aus den Sprachen der Nachbarinseln. Nauruisch ist die Nationalsprache, Englisch wird jedoch weitgehend verstanden und gesprochen, ebenso wie Französisch. Es besteht allgemeine Schulpflicht vom sechsten bis zum sechzehnten Lebensjahr. Schulen sind unter anderem das Kayser College und das Nauru College. Zur weiteren Universitätserziehung gehen die Nauruer ins Ausland, meist nach Australien. Der staatliche Rundfunk sendet ganztägig (siehe #Medienwirtschaft).

### Sport

#### Sport und Sportstätten auf Nauru
Australian Football ist Nationalsport, gefolgt von Gewichtheben, Softball, Basketball und Tennis. Andere auf Nauru praktizierte Sportarten sind in geringem Maße Cricket, Golf, Segeln, Schwimmen und Fußball. Die Regierung unterstützt dabei vor allem das Gewichtheben, da in dieser Disziplin die meisten internationalen Erfolge erzielt wurden. Daneben werden Australian Football und Golf noch geringfügig unterstützt. Im East End Club in Meneng stehen einige Billardtische für Pool und Snooker.
Australian Football ist in Nauru von großer Bedeutung für die Bevölkerung. Es gibt vielen Jugendlichen etwas zu tun, da es sonst nicht viele Alternativen in der Freizeit gibt, und es lässt Tausende von Leuten daran teilhaben, ob Spieler oder Zuschauer. Es gibt einige Australian-Football-Mannschaften, die in einer eigenen nauruischen Liga spielen.
Es gibt einige Sportplätze in Nauru. Das einzige Stadion, das Linkbelt Oval, steht in Aiwo, ist jedoch überaltert und genügt internationalen Ansprüchen nicht. Ein größeres und moderneres Sportstadion im Distrikt Meneng war geplant, wurde aber mangels Geld nicht fertiggestellt. Geplant war früher auch ein größeres Stadion in Yaren und Boe, dessen Gelände bereits vorbereitet war. Man entschied sich jedoch für den Standort in Meneng, weil dort keine Platzprobleme herrschten. Neben dem Linkbelt Oval oder Aida Oval in Aiwo gibt es noch das Denig Oval in Denigomodu.

#### Nauru bei internationalen Sportereignissen
Nirgends war und ist Nauru sportlich erfolgreicher als im Gewichtheben. Der sensationelle Gewinn einer Goldmedaille bei den Commonwealth Games 1990 durch den Gewichtheber Marcus Stephen initiierte die Gründung des Nauruischen Nationalen Olympischen Komitees. Die Gewichtheberin Reanna Solomon holte in der Folge ebenfalls mehrere Medaillen bei den Commonwealth Games.
1992 startete Marcus Stephen, damals noch für Samoa, als erster Nauruer bei den Olympischen Spielen in Barcelona. Seit 1996 ist Nauru offiziell bei den Olympischen Spielen vertreten. Die offiziell ersten Athleten waren neben Stephen seine Gewichtheber-Kollegen Gerard Garabwan und Quincy Detenamo.
Am 2. Oktober 1994 fand im Denig Oval in Denigomodu ein Fußballspiel zwischen nauruischen Bürgern und Phosphatarbeitern von den Salomonen statt, das die Nauru-Auswahl mit 2:1 gewann.
1998 beschloss der Gewichtheber-Weltverband (IWF) in Lahti, die Weltmeisterschaften 2001 in Nauru durchzuführen. Dieser Tag wurde in Nauru als „der größte Tag in der Geschichte unseres Volkes“ tituliert. Nauru hatte bei der Kampfabstimmung in Lahti den deutschen Mitbewerber Riesa vor allem durch seine Finanzkraft aus dem Feld gedrängt. Die Nauruer wollten das Spektakel nebst Flugreise und Aufenthalt der Sportfunktionäre finanzieren. Und zum ersten Mal in der WM-Geschichte sollte es auch Geld für die Besten geben: circa 3330 Euro pro Goldmedaille. Jedoch wurden diese Wettkämpfe seitens Nauru aufgrund der inzwischen fehlenden Geldmittel in letzter Minute abgesagt. Austragungsort wurde notgedrungen Antalya in der Türkei.
Bei den Olympischen Spielen in Sydney 2000 startete Stephen zum dritten und letzten Mal, als erste Frau trat Gewichtheberin Sheeva Peo für Nauru an. Für die Olympischen Spiele in Athen 2004 wurden die Gewichtheber Yukio Peter, Itte Detenamo und Reanna Solomon nominiert. Peter konnte dabei erstmals ein olympisches Diplom für Nauru gewinnen. 2008 in Peking nahm Itte Detenamo als einziger nauruischer Vertreter teil und belegte Platz 10 im Gewichtheben seiner Klasse. Bei den olympischen Sommerspielen 2012 in London war neben Itte Detenamo auch der Judoka Sled Dowabobo im nauruischen Team.
Bei den Commonwealth Games konnte Nauru nach der ersten Teilnahme durch Marcus Stephen im Jahr 1990 seine Erfolge weiter ausbauen. Bei allen Spielen gewannen die Athleten von der Insel seitdem mindestens zwei Medaillen – alle im Gewichtheben. Dabei konnte Naurus Team von dem Umstand profitieren, dass anders als bei den Olympischen Spielen bis 2002 nicht nur eine Medaille pro Gewichtsklasse vergeben wurde, sondern es neben dem Zweikampf auch Einzelentscheidungen in den Teildisziplinen Reißen (Snatch) und Stoßen (Clean and jerk) gab. 1994 in Victoria und 1998 in Kuala Lumpur konnte daher Marcus Stephen jeweils alle drei Goldmedaillen seiner Gewichtsklasse gewinnen, und in Manchester 2002 kamen die Nauruer auf das Rekordergebnis von 15 Medaillen, darunter zweimal Gold durch Reanna Solomon. Nachdem seit 2006 nur noch der Zweikampf gewertet wird, gewannen die Gewichtheber aus Nauru jeweils zwei Medaillen (2006 in Melbourne durch Itte Detenamo und Sheba Deireragea; 2010 in Delhi durch Itte Detenamo und Yukio Peter).
Special Olympics Nauru wurde 2018 gegründet.

### Feiertage
Der offizielle Nationalfeiertag ist der Unabhängigkeitstag am 31. Januar, jedoch gilt der Angam Day als weiterer staatlicher Nationalfeiertag.
| Datum            | Feiertag                     | Bemerkungen                                              |
| ---------------- | ---------------------------- | -------------------------------------------------------- |
| 1. Januar        | Neujahrstag                  |                                                          |
| 31. Januar       | Unabhängigkeitstag           | Jahrestag der 1968 erlangten Unabhängigkeit              |
| März/April       | Ostern                       |                                                          |
| 17. Mai          | Verfassungstag               | Jahrestag der nauruischen Verfassung von 1968            |
| 26. Oktober      | Angam Day (Tag der Heimkehr) | Jahrestag des erstmaligen Erreichens von 1500 Einwohnern |
| 25./26. Dezember | Weihnachten                  |                                                          |